# A francia forradalom kronológiája
A francia forradalom kronológiája az 1788 és 1799 között lejátszódott politikai és gazdasági eseményeket tartalmazza. A francia forradalomnak szentelt múzeumot 1984. július 13-án avatták fel Vizille-ben.

## Előzmények
1774.

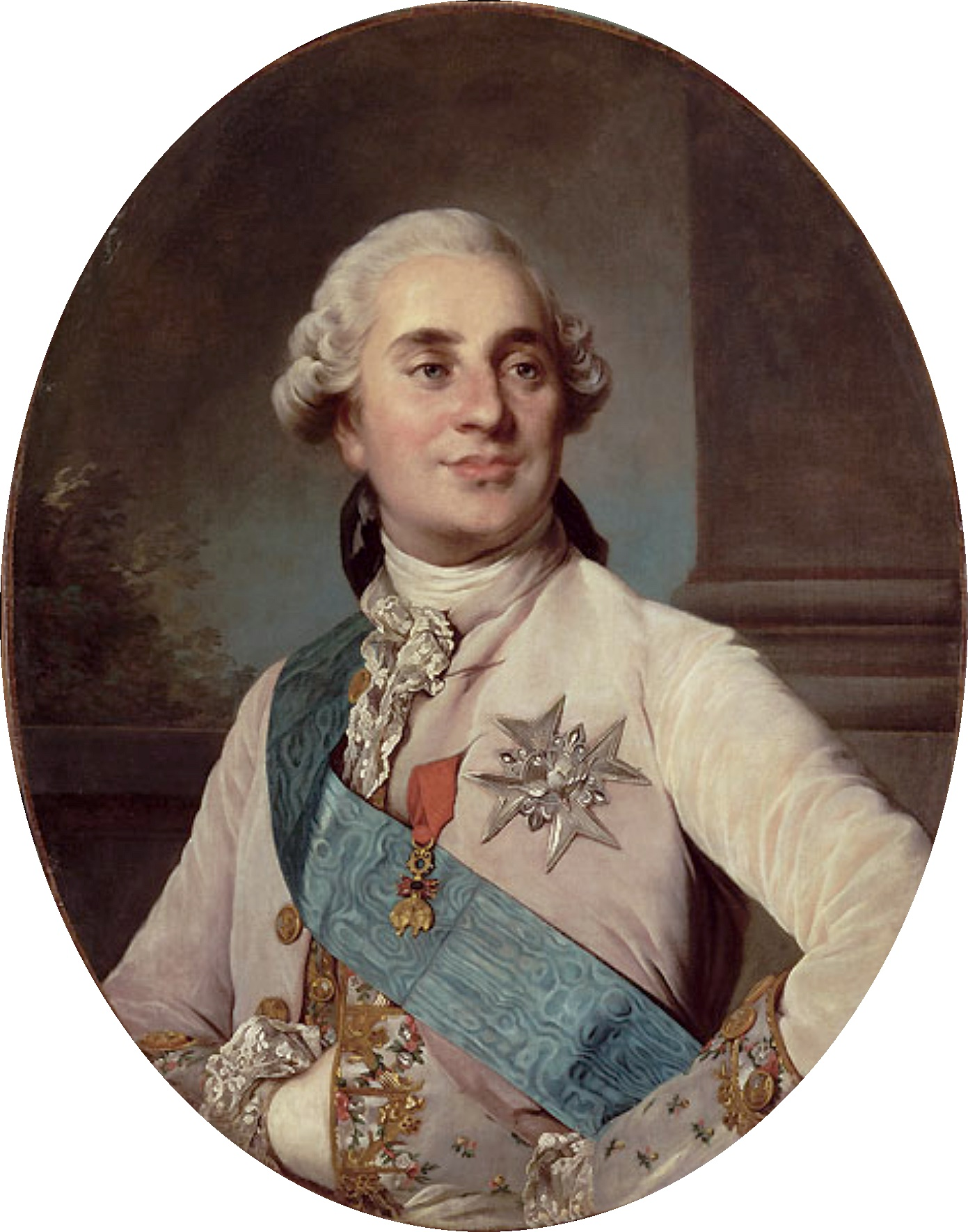
XVI. Lajos francia király

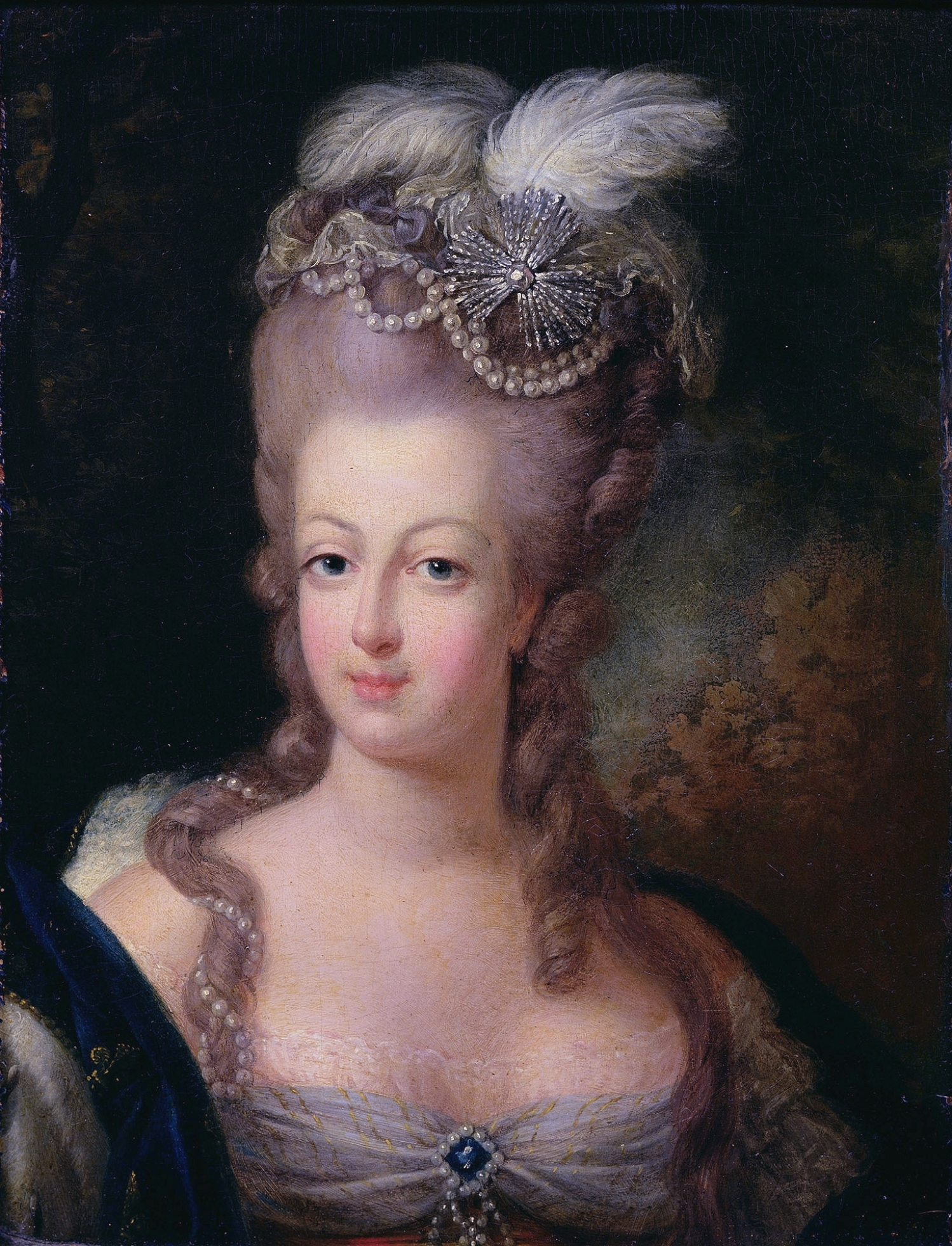
Mária Antónia francia királyné

- Május 10-én XV. Lajos unokája XVI. Lajos néven lépett trónra, felesége Marie Antoinette, Mária Terézia osztrák császárné legifjabb leánya.
- A király elküldte a régi, gyűlölt minisztereket és újra összehívta a régi parlamenteket (törvényszékeket), de ezzel veszélyes ellenfelet támasztott saját magának, mivel ezek minden olyan királyi rendelkezést megakadályoztak, amely számukra kedvezőtlen volt.
- Az országban egyre erősödött a gazdasági válság. A belső vámok és a hatalmas állami deficit, amely elsősorban abból adódott, hogy a hadsereget, a nemességet és a királyi udvart fent kellett tartani, akadályozták a gazdasági fejlődést. A nép hihetetlen nyomorban élt, éhséglázadások, parasztfelkelések, sztrájkok követték egymást.
- Augusztusban a király Turgot-t nevezte ki pénzügy- és tengerészeti miniszterré.
- Szeptemberben felszabadították a gabona árát, mire az árak emelkedni kezdtek és ez a rendkívül rossz termés mellett, nyugtalanságot okozott.

1775.
- Sztrájkok, megmozdulások Párizsban, Pontoise-ban, Dijonban.

1776. január–március
- Turgot híres Hat rendeletében eltörölte a robotot, betiltotta a céheket és bevezette a földtulajdon adóztatását. Mivel a kiváltságos réteg ellenszenvvel fogadta a reformokat, a király május 12-én menesztette Turgot-t.

1777.
- Jacques Necker lett az új pénzügyminiszter. Működése alatt óvatos reformok születtek: kegydíjak megszüntetése, arányos adózás.

1778.
- A gazdaság hanyatlása felgyorsult, később gazdasági válságban torkollott és szörnyű nyomort idézett elő.
- Február 6-án Benjamin Franklin amerikai nagykövet és Charles Gravier de Vergennes francia külügyminiszter barátsági és kereskedelmi szerződést kötöttek, amelynek értelmében a franciák segítséget nyújtanak az amerikaiaknak, az angolokkal vívott függetlenségi háborúban.

1780.
- Necker az amerikaiak mellett viselt háború elhúzódásának gazdasági veszélyeire hívta fel a figyelmet, mert szinte csak hitelekből fedezte Franciaország a költségeket. A háború támogatása miatt borult fel véglegesen a monarchia pénzügyi egyensúlya.

1781. május 19.
- XVI. Lajos menesztette Neckert, miután a pénzügyminiszter nyilvánosságra hozta a titkos állami pénzügyek állását, a gazdasági helyzet katasztrofális állapotát.

1783. november
- Calonne az újonnan kinevezett pénzügyi főfelügyelő. Elődei, Joly de Fleury és Le Fèvre d’Ormesson eredménytelenül küzdöttek a deficittel. Calonne hatalmas kölcsönöket vett fel.

1783-1786.
- Parasztfelkelések törtek ki Languedoc-ban. Az éhezés és a nyomor egyre hatalmasabb méreteket öltött az országban.

1785.
A „nyakék-per”

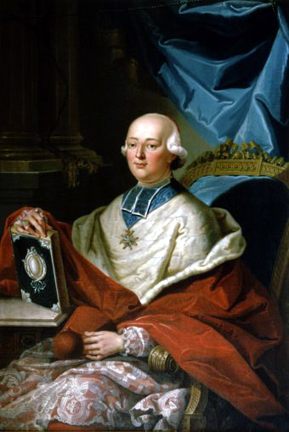
Rohan bíboros

- Jeanne de Lamotte grófnő hamisított levélben rábírta Rohan bíborost, hogy segítsen a királynénak egy értékes ékszert megszerezni. A bíboros 1,6 millió livre hitelből megvette a nyakéket és átadta a grófnőnek, aki azt rögtön eladta Angliában. Akkor derült fény az igazságra, amikor a számlát ki kellett egyenlíteni. A grófnőt elfogták és életfogytiglani börtönre ítélték. Az országos botrány tovább fokozta a monarchia ellenes hangulatot.

1786.
- A francia kormány olyan kereskedelmi szerződést kötött Angliával, amelyben az angol áruk behozatali vámját leszállította. A szerződés nyomán nehéz helyzetbe került a hazai ipar.

1786. augusztus 20.
- Calonne reformjavaslatot tett a deficit csökkentésére és az adósság kifizetésére.

1787. február
- A mind nyomasztóbb deficit miatt, Calonne pénzügyminiszter javaslatára, a király – a parlament kikerülésével – összehívta az előkelők gyűlését, hogy a pénzügyeket rendezze. A főpapok, főurak és a magas beosztású tisztviselők nem fogadták el az új adóreform tervét. Kényszerítették a királyt, hogy váltsa le Calonne-t. Helyére legnagyobb ellenfele, Étienne-Charles de Loménie de Brienne toulouse-i érsek lépett. Loménie de Brienne május 25-én feloszlatta az eredménytelen gyűlést. Azután a parlamenthez fordult, sikertelenül.
- Az év folyamán nemesi lázadás kezdődött – parlament polgári eredetű arisztokratáival összefogva – a rendi gyűlések visszaállítása érdekében.
- XVI. Lajos a birtokaira száműzte Orléans hercegét („Égalité Fülöpöt”), szélsőséges liberális nézetei hangoztatása miatt.

1788. január 4.
- A parlament követelte az egyéni szabadság biztosítását. A király igazságszolgáltatási reformot akart: fellebbviteli bíróságok gyakorolják a parlament jogait, stb.

május 3.
- A parlament nyilatkozatban foglalta össze az alaptörvényeket, és saját magát nyilvánította azok őrzőjének, ezzel tagadva a király abszolút hatalmát.

május 8.
- Előterjesztették a királyi reformot: a kivégzés előtti kínzás eltörlése, az alsófokú és különleges bíróságok megszüntetése, a fellebbviteli bíróságok átszervezése, stb. A reformok már elkéstek.
- A nyár folyamán arisztokrata, főnemesi és nagypolgári ellenállás alakult ki a királyi reformokkal szemben. Minden réteg, papok, nemesek, katonák, polgárok, parasztok elégedetlenek voltak a helyzetükkel és a kilátásokkal. A kincstár államcsődöt jelentett, a mezőgazdaság is súlyos válságban volt. Kormányrendelet fosztotta meg a parlamentet kiváltságos helyzetétől.
- Tömegmozgalmak kezdődtek országszerte. Röpiratok jelentek meg az önkényuralom megszüntetésért.

augusztus 8.
- A király ígéretet tett a rendi gyűlés összehívására és menesztette a pénzügyminisztert.

augusztus 25.
- A király visszahívta Neckert a kormányba.

június 7.
- A „cserepek napja”. Lázadás Grenoble-ban, amelynek során a lázadók először cserepekkel dobálták a járőröket, s ezért a hadsereg visszavonult. Ezután a lázongók újra beiktatták a régi bírákat a királyi rendelettel szemben.

június 14.

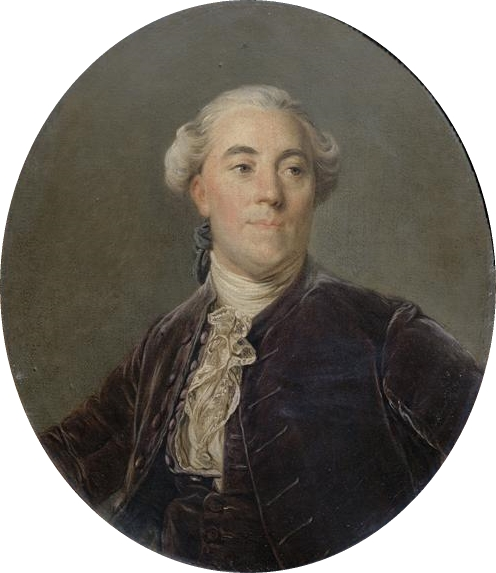
Jacques Necker

- Grenoble-ban a papok, nemesek és főleg a harmadik rend, a polgárság képviselői követelték a rendi gyűlés összehívását.

július 5.
- Loménie de Brienne bejelentette a rendi gyűlés összehívását.

augusztus 8.
- A király ígéretet tett, hogy a következő év (1789) május 1-jére összehívja a rendi gyűlést. A harmadik rend és az arisztokrácia lelkesen fogadta.

szeptember 21.
- A párizsi parlament döntött, hogy rendszeresen összeül a rendi gyűlés olyan összetételben, mint 1614-ben. Ezzel automatikusan kizárták a polgárságot, amely ennek hatására szakított az arisztokráciával.

november
- Necker összehívta az előkelők újabb gyűlését, hogy a harmadik rend kétszeres képviseletet kapjon.

december 5.
- A parlament jóváhagyta a harmadik rend kétszeres képviseletét, de nem támogatta a személyenkénti szavazást.

december 12.
- A királyi hercegek folyamodványban utasították el a harmadik rend kétszeres képviseletét.

december 27.
- A királyi tanács ülésén Necker javasolta, hogy tisztázzák a lakosság aránya szerinti képviseletet, a harmadik rend kétszeres képviseletét és a küldöttválasztás rendjét.

## 1789
január:
- Necker bejelenti az államcsődöt.

január 24.

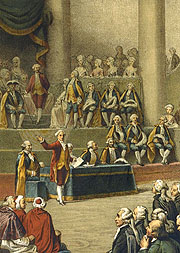
A rendi gyűlés megnyitása Versailles-ban

- Megjelenik a választási szabályzat. Kézbesítik a rendi gyűlés összehívásához a meghívó leveleket, de még mindig nem dőlt el, hogy a szavazás személyek vagy rendek szerint történik majd.

április 27.
- Rendkívüli hatású pamflet jelenik meg Párizsban, Sieyès abbétól: „Mi a harmadik rend” címmel. Megjelennek az ún. panaszfüzetek, amelyben a sérelmek, panaszok felsorolásán túl bírálják az abszolutizmust és alkotmányt követelnek.

május 2.
- A rendi gyűlés küldötteit bemutatják XVI. Lajosnak. A választás eredménye: papság 291 fő, nemesség 270 fő, polgárság: 578 fő. A király nem kívánja olyan mércével mérni a harmadik rendet, mint az első kettőt.

május 5.
- Versailles-ban 1614 óta először ül össze a rendi gyűlés (papság, nemesség, polgárság).

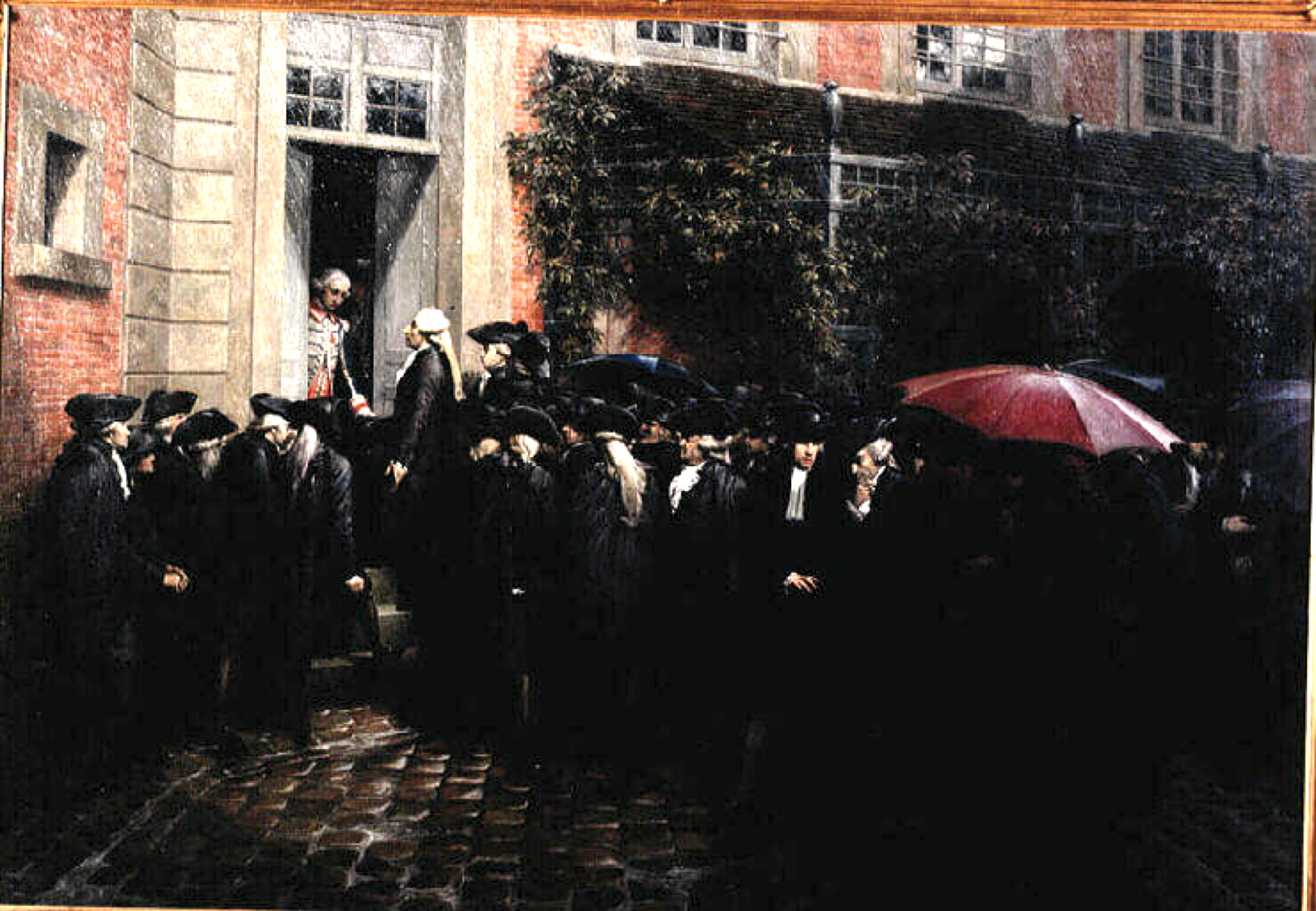
A polgárság képviselői a Hôtel des Menus Plaisirs előtt

Labdaházi eskü

- Robesspierre, Blin, Le Chapelier és Barnave a harmadik rend képviselői alsóháznak nyilvánítják magukat és elvetik a rendi gyűlés régi formáit. Mind a papságban, mind a nemességben sokan kívánnak reformokat. A király óv a reformoktól. Necker csak a gazdasági helyzetről beszél, nem ad semmilyen politikai programot, továbbá nem szól a szavazás rendenkénti vagy személyenkénti kérdéséről. A harmadik rend képviselői csalódottan kivonulnak.

május 6.
- A harmadik rend képviselői felvették „a kommunák (városi közösség) küldöttei” címet, így jelezve hogy nem ismerik el a rendi felosztást.

június 17.
- A harmadik rend képviselői, Sieyès abbé javaslatára nemzetgyűléssé nyilvánítják magukat. Ez azt jelenti, hogy csak saját magukat tekintik a nemzet egyedüli képviselőinek. Elvetik a régi adórendszert. Ezután csak a nemzetgyűlés beleegyezésével emelhetők az adók. Követelik a rendek közti jogegyenlőséget, a király vétójogának megszüntetését. Talleyrand, Autun püspöke is tagja a nemzetgyűlésnek, mint a harmadik rend képviselője.

június 19.
- XVI. Lajos a hercegek befolyására, javítási munkák ürügyén bezáratja a rendek üléstermét.

június 20.
- A harmadik rend képviselői, miután zárva találják helyiségüket a Hôtel des Menus Plaisirs-ben, a Labdaházban (Jeu de Paume) gyűlnek össze, és megesküsznek, hogy az alkotmány kidolgozása előtt nem oszlanak szét. Ezzel megkezdi működését az alkotmányozó nemzetgyűlés.

június 23.
- XVI. Lajos megparancsolja a nemzetgyűlés feloszlatását, ezt Mirabeau gróf, a harmadik rend képviselője visszautasítja.

június 25.
- A harmadik rendhez csatlakozik a papság és nemesség 47 tagja Orléans hercegének vezetésével. Néhány királyi csapat megtagadja az engedelmességet. Elkezdődik a polgárőrség szervezése.

június 27.
- A király engedélyezi a három rend (nemesek, papok, polgárok) együttes ülését és az alkotmány kidolgozását.

július 6.
- A nemzetgyűlés alkotmányozó gyűléssé alakul, és kimondja a népszuverenitást (a nép a legfőbb hatalom) az abszolút monarchiával szemben.

július 9.

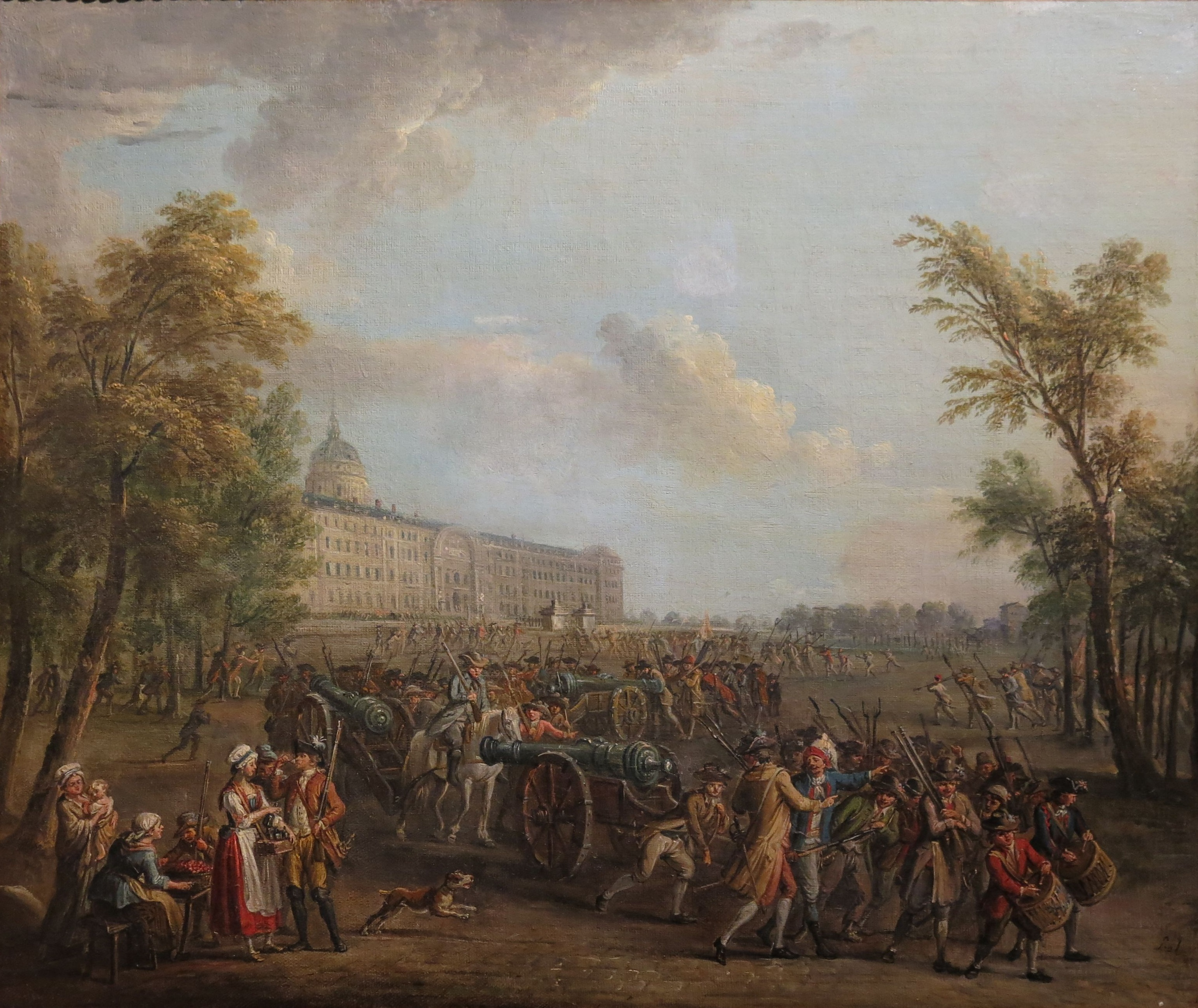
Jean-Baptiste Lallemand: Fegyverek zsákmányolása az Invalidusoknál 1789. július 14-ének reggelén

- Az alkotmányozó nemzetgyűlés megkezdi tevékenységét, 1791. szeptember 30-ig folyamatosan ülésezik.

július 11.
- A király meneszti a népszerű Neckert, és helyette kinevezi az ellenforradalmár érzelmű Breteuil bárót.
- Az új hadügyminiszter Victor-François de Broglie.
- A pénzarisztokrácia szembefordul az udvarral, elkezdődik a polgárőrség felfegyverzése. A királyi csapatok maradnak.

július 12-13.
- Kitudódik Necker leváltása, zuhan a pénz értéke, gyűlések, tüntetések, fegyverboltok kiürítése következik. A harmadik rend határoz a polgárőrség felállításáról, és elkezdődik a toborzás.

július 13.
- Párizsban a lakosság fegyverkezik, és macskakövekből barikádokat emel. Egyre többen jelentkeznek a polgárőrségbe. A királyi testőrség megtagadja az engedelmességet, és a Városháza rendelkezésére áll.

július 14.

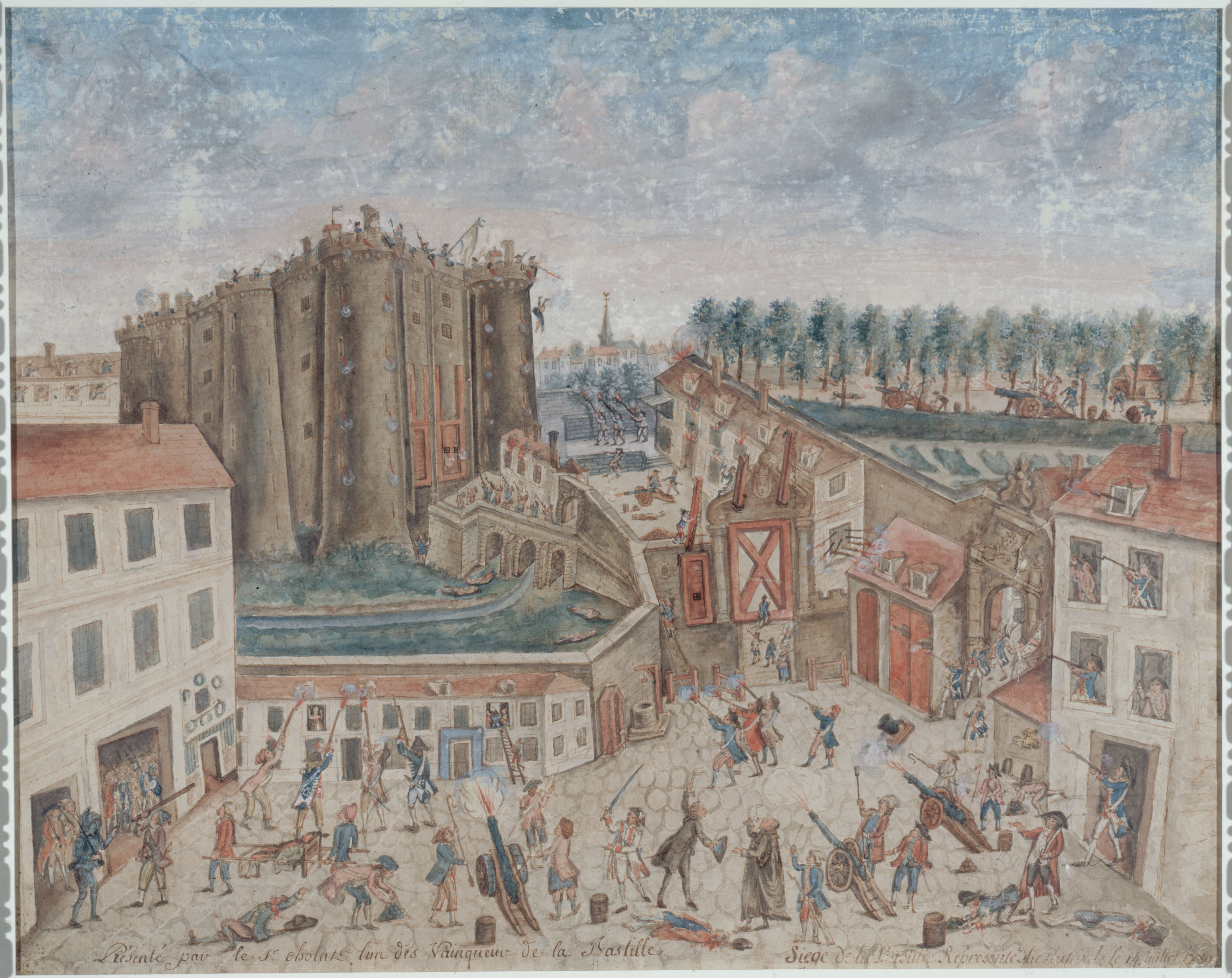
Bastille ostroma (szemtanú festménye, 1789)

- A Bastille ostroma, a forradalom kezdete. A párizsi nép egyrészt fegyverekhez akar jutni, másrészt egy, a Bastille-ból kiinduló támadást kíván megakadályozni. Feltűnik a háromszínű zászló, a trikolór, mint a forradalom jelképe.

július 15.
- A lázongó Párizs kényszeríti a királyt a katonaság visszavonására. La Fayette márki, tábornok és politikus vezetésével a polgárőrség átalakul nemzetőrséggé.

július 16.
- A király ismét visszahívja Neckert.
- A vidéki városokban megalakulnak a községi és városi tanácsok.

július 17.
- XVI. Lajos Párizsba utazik, és jelenlétével szentesíti a július 14-i felkelés eredményeit.
- Megkezdődik az arisztokraták külföldre távozása. A hónap folyamán vidéken is gyorsan terjed a forradalom.

július 20.
- A „nagy félelem” (La grande peur) kezdete. A termést pusztító bandákról és az arisztokraták összeesküvéséről terjedő rémhírek hatására az addigi legnagyobb felkelés robban ki Île-de-France-ban, amely gyorsan tovaterjed. Több tartományban megrohamozzák a kastélyokat, tűzre vetik a beszolgáltatási jegyzékeket. A nemesség nagy része rémülten menekül. A nemzeti gárdák fellépnek a felkelők ellen. A zavargások a hónap végéig tartanak.

augusztus 4-5.
- Az alkotmányozó nemzetgyűlés megszavazza a jobbágyság és a rendi kiváltságok eltörlését, megváltoztatja a hivatalviselés szabályait, megszünteti a tizedet. A nemesség nagy része és a főpapság elutasítja a határozatokat.

augusztus 26.

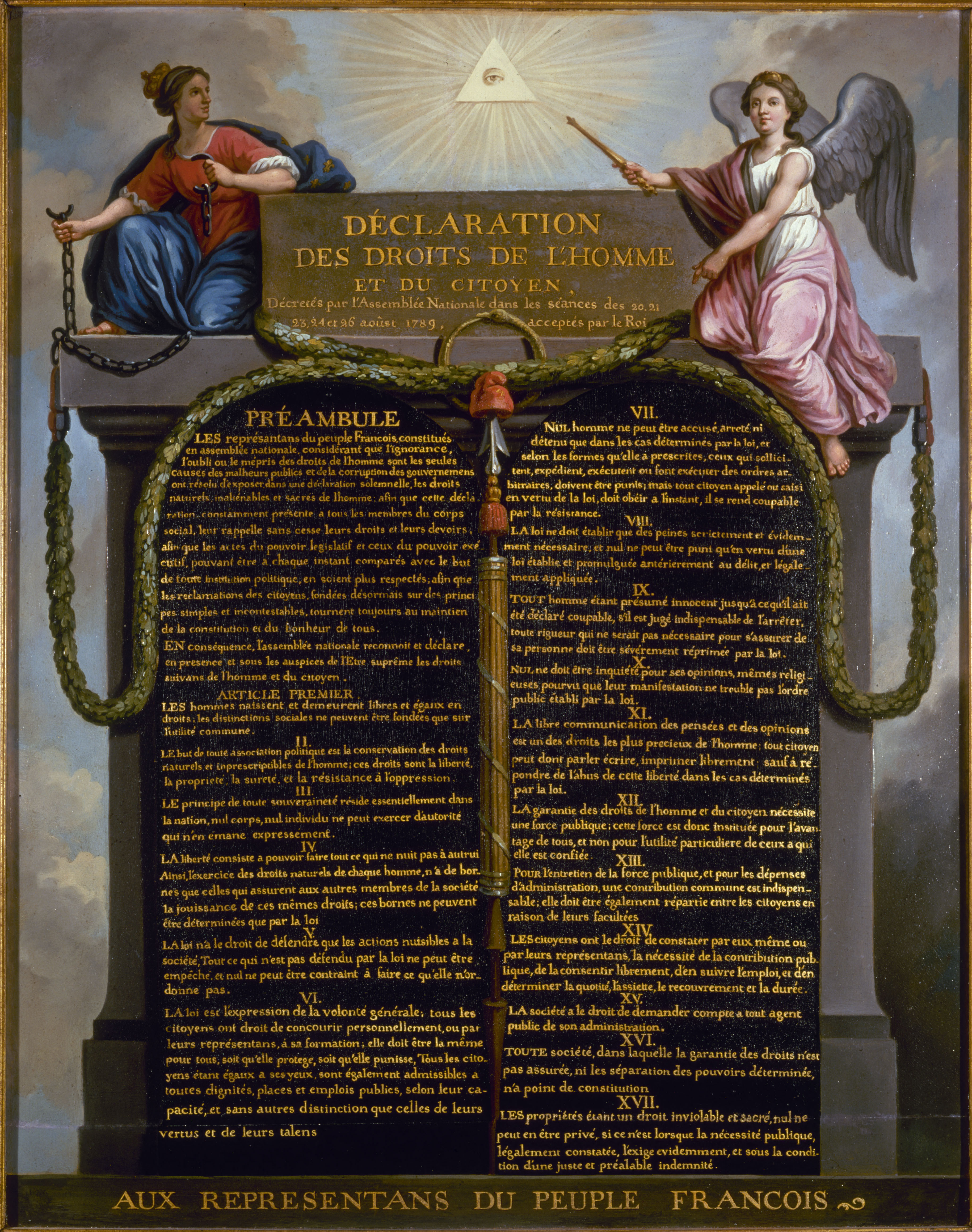
Emberi és polgári jogok nyilatkozata

- A nemzetgyűlés kiadja az Emberi és polgári jogok nyilatkozatát, amely alapelvként hirdeti a politikai jogegyenlőséget, az alapvető szabadságjogokat (szólás-, sajtó-, lelkiismereti szabadság), a törvényt pedig a népakarat kifejeződésének tekinti. A helyi jogszokások, kiváltságok megszűnnek. Ezzel végleg elbukik a régi rendszer. A monarchisták felvetik a felsőház felállítását (kétkamarás rendszer). A nemesség nagy része és a főpapság elutasítja.

szeptember:
- A hónap elején Mounier vezetésével megalakul az angol mintájú alkotmányos királyságot támogatók csoportja.

szeptember 10.
- Elvetik a kétkamarás rendszert. A nemzetgyűlés ezzel a határozattal kívánta a monarchiát támogató nemességet kikapcsolni.

szeptember 11.
- A nemzetgyűléstől a király felfüggesztő hatályú vétót kap.

szeptember 18.
- A gabonaárakat felszabadítják.

szeptember 22.
- A nemzetgyűlés megszavazza a monarchikus kormány eszméjét, de leszűkíti az uralkodó jogkörét.

szeptember 23.
- A király akarata nem törvényerejű többé. A nemzetgyűlés szerint minden hatalom forrása a nemzet, a törvényhozó hatalmat a nemzetgyűlés testesíti meg.

október 5-6.
- Párizsi nők, piaci kofák és a Saint-Antoine külváros asszonyai, nyomukban 20 000 nemzetőrrel Versailles-ba vonulnak, és arra kényszerítik a királyi családot, hogy 6-án reggel költözzenek Párizsba. A nemzetgyűlés követi a királyt.

október 6.
- Megjelenik a jövedelem negyedrészét érintő hazafias hozzájárulás, mint adó.

október 7.
- La Fayette márki eljárást indít a lázongók ellen, és megszervez egy monarchista tüntetést párizsi kofákból. A nemzetgyűlés a király címét megváltoztatja, „Franciaország és Navarra királya” helyett: a „franciák királya”.

október 8.
- La Fayette elfogató parancsot ad ki Marat ellen.

október 10.

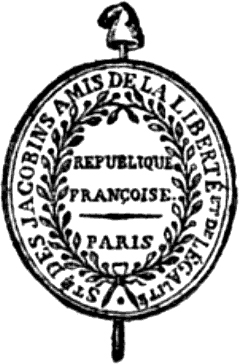
A Jakobinus klub új emblémája (1792-től)

- XVI. Lajos felesküszik az alkotmányra.
- Talleyrand javasolja, hogy az egyház javai szálljanak a nemzetre.

október 11.
- Rendelet ruházza fel a Châtelet börtönben működő bíróságot ítélkezési joggal hazaárulás ügyében.

október 21.
- A nemzetgyűlés fegyverhasználatot engedélyez a csoportosulások ellen.

október 22.
- A demokratikus ellenzék Grégoire abbéval és Robesspierre-rel az élen tiltakozik az ellen, hogy csak a tulajdonosoknak legyen választójoguk.

november:
- A hónap folyamán országszerte megalakulnak a jakobinus klubok. A jakobinusok párizsi klubját a nemzetgyűlés balszárnya vezeti, tagjai közt van Danton és Robespierre is.

november 2.
- Az alkotmányozó nemzetgyűlés az egyház vagyonát a „nemzet rendelkezésére” bocsátja.
- Határozat születik a papi testületek megszüntetéséről, az egyház átszervezéséről, a pápai államnak fizetett adó eltörléséről. A francia egyház nemzeti egyházzá válik.

november 7.
- Határozattal távolítják el Mirabeau-t a kormányból.

november 18.
- Marat cikke saját újságjában (L’Ami du Peuple) rámutat a választói jognak a plebejusokra vonatkozó következményeire, és ellenállásra szólít fel.

november 29.
- Dauphiné és Vivarais szövetséget (föderációt) kötnek.

december 14.
- Törvény a helyi közigazgatás megszervezéséről.

december 19. és 21.
- Két kormányrendelet jelenik meg az asszignáta (forradalmi pénz) kibocsátásáról. A fedezetet elsősorban az egyháztól elkobzott földbirtokok jelentik.

december 22.
- Az alkotmányozó nemzetgyűlés törvénye csak a tulajdonosoknak ad választójogot.
- Megkezdi működését az új megyei adminisztráció, amelyben már nincs helye a királyi megbízottaknak. Megszületik az ország egységes területi beosztása (megye, körzet, kanton, község).

december 24.
- A protestáns franciák is megkapják a polgári jogokat.

## 1790
január 15:
- Az országot 83 megyére osztják.

január 19.:

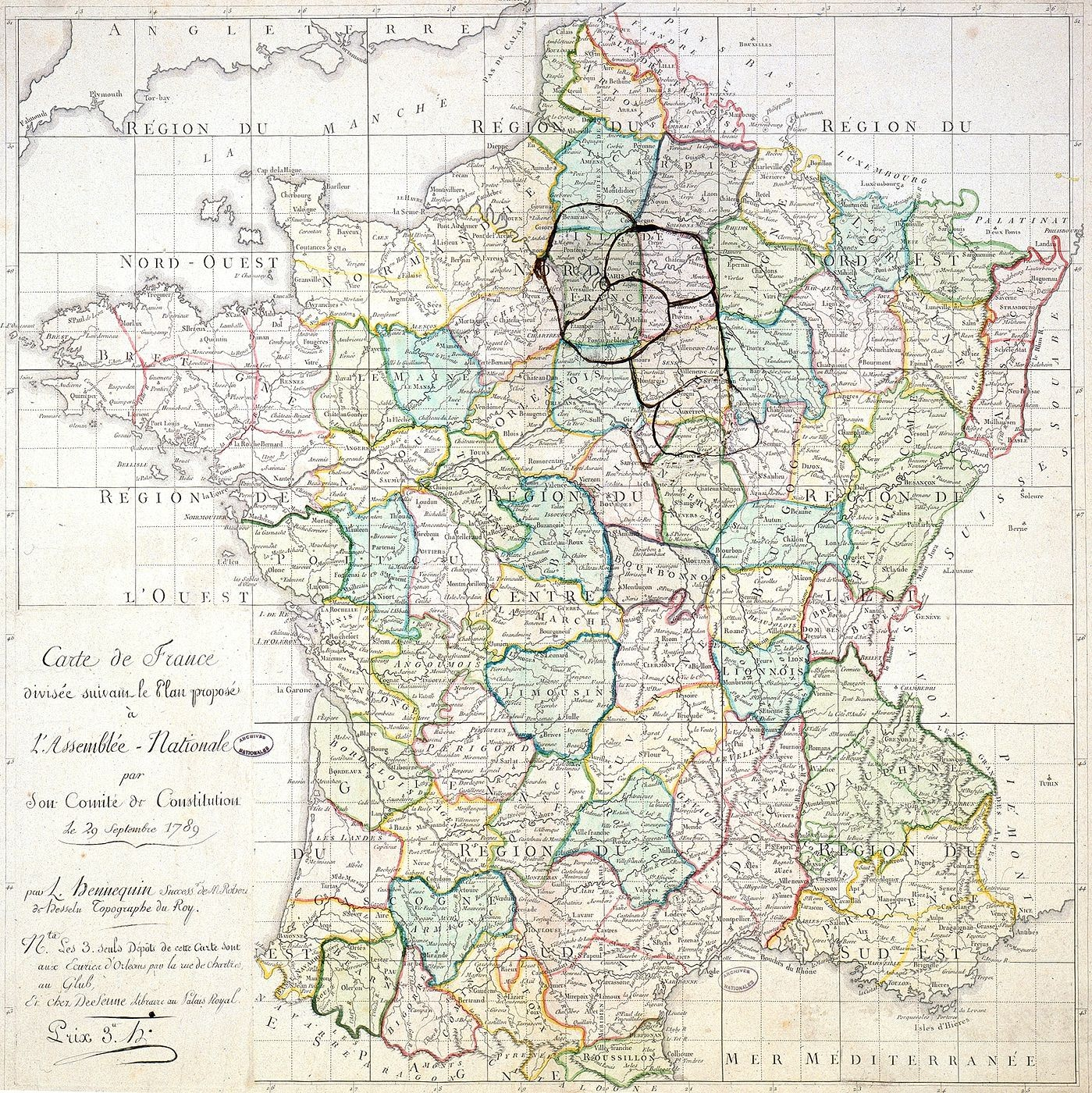
Az 1789. szeptember 29-i javaslat a megyékről

- A breton–angévin föderáció megalakulása.

január 28.
- A szefárdok (spanyol, portugál és avignon-i zsidók) megkapják a polgári jogokat.

február 4.
- Mirabeau tanácsára XVI. Lajos esküt tesz az alkotmányozó nemzetgyűlésben az új rend tiszteletben tartására és a szabadság védelmére.
- Az emigránsok ellenzik és akciókat szerveznek, de leverésüket a király is támogatja, mert számára most nem kedvező az időpont.

február 13.
- A nemzetgyűlés feloszlatja a szerzetesrendeket.

február 28.
- Eltörlik a katonai rangok megvásárolhatóságát. Ezután bárki elérhetett bármilyen katonai rangot.

március 11.
- Új örökösödési jog lép érvénybe. Megszűnik az elsőszülöttségi jog, az örökséget egyenlően kell felosztani.

március 17.
- A papságtól elveszik az egyházi vagyon kezelését. Az egyházi birtokok a polgárság és a parasztság kezébe kerülnek.

március 21.
- Megszűnik a sóilleték.

április 3.
- A külkereskedelem szabadsága. Minden francia kereskedhet a Jóreménység fokán túl is, amit eddig csak a Kelet-indiai Társaság tehetett meg.

április 13.
- A nemzetgyűlés nem fogadja el a katolicizmust, mint államvallást.

április 17.
- Elrendelik az assignat pénzként történő használatát.

április 20.
- Az állam átveszi az egyház javainak igazgatását.

április 27.

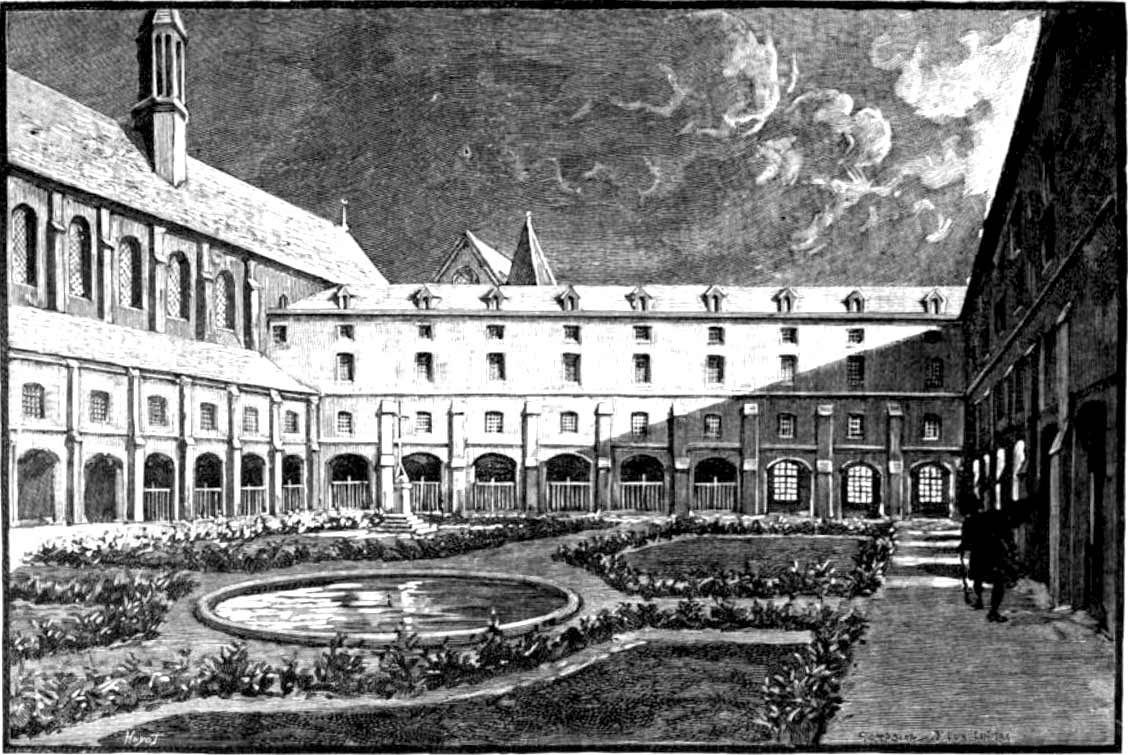
A Cordeliers klub 1793-ban

- Megalakul a Cordeliers klub, az Emberi és polgári jogok barátainak társasága.

május:
- Az angol–spanyol feszültség miatt kialakult vita nyomán XVI. Lajos nem üzenhet hadat, csak ajánlást fogalmazhat meg háború és béke kérdésében.

május 10.
- Montauban-ban összetűzés katolikus royalisták és protestánsok között. Mirabeau memorandumot intéz a királyhoz, szeretne az udvar szolgálatába állni.

május 22.
- Az alkotmányozó gyűlés elveti a hódítás jogát. Az emberek csak szabad akaratuk révén egyesülhetnek nemzetté.

május 30.
- Létrejön a lyoni föderáció.

június:
- A hónap folyamán megalakul a strasbourgi és lille-i föderáció.

június 12.
- Avignon és a Venaissini Grófság fellázad a pápai fennhatóság ellen, Franciaországhoz kívánnak csatlakozni.

június 13.
- Újabb összetűzések katolikusok és protestánsok között, ezúttal Nîmes-ben.

június 20.

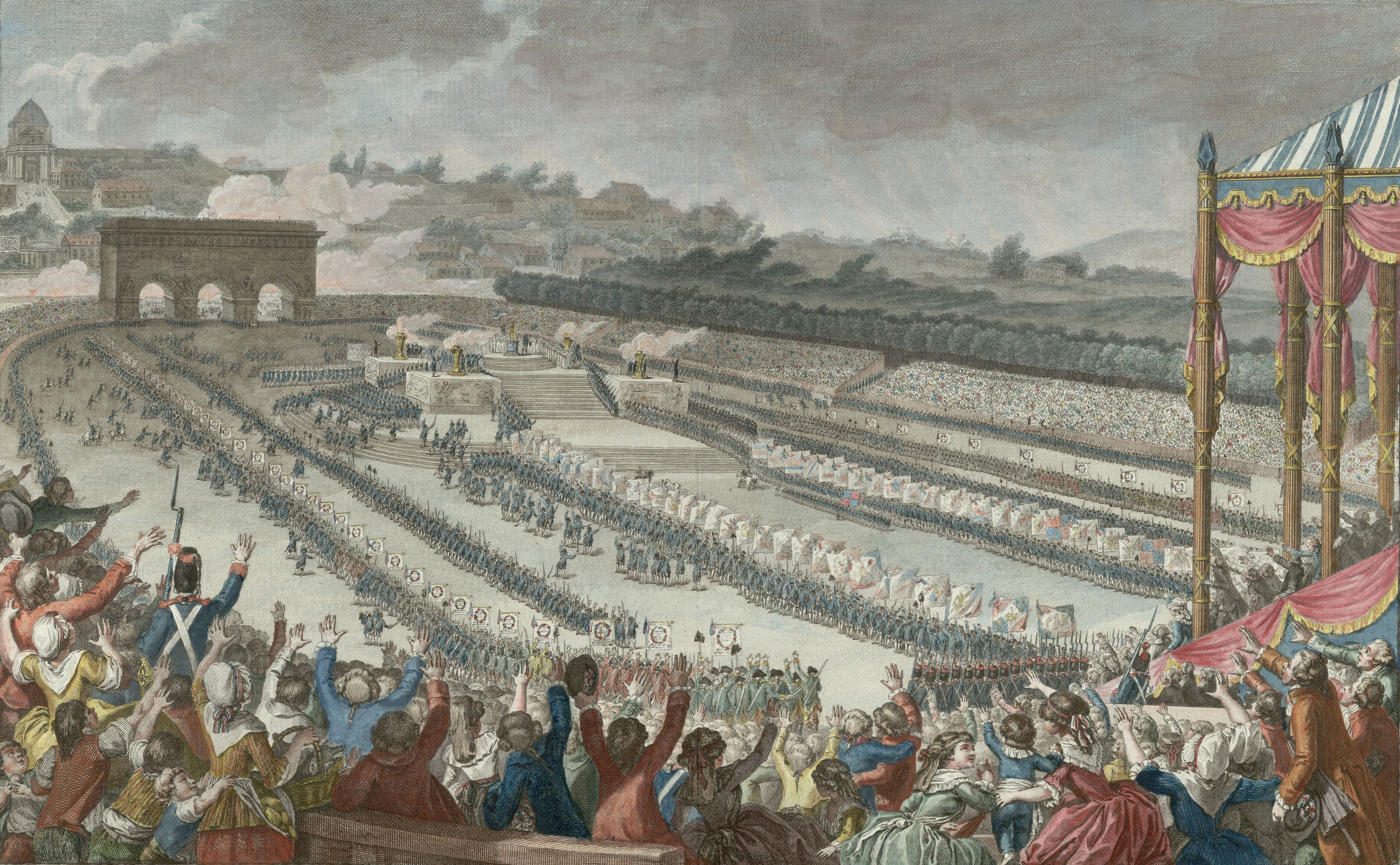
A Szövetség ünnepe (1790)

- Megszűnnek a nemesi rangok, eltörlik az örökös nemességet. Mindenki csak saját, polgári nevét, használhatja. A változás óriási káoszt okoz a közigazgatásban.

július 12.
- Az egyház „polgári alkotmánya”. Az alkotmányozó gyűlés elfogadja az egyházi reformot, és az egyházat az állam alá rendeli. A papok állami alkalmazottak lesznek. A papság egy része nem hajlandó felesküdni az új „világi” alkotmányra.

július 14.
- Szövetség ünnepe (Fête de la Fédération) a Mars-mezőn.
- A forradalmárok által alakított föderációk országos ünnepe, amely véglegesen meghirdeti Franciaország egységét. Talleyrand misét celebrál a haza oltárán, mintegy 300 000 képviselőjük jelenlétében. La Fayette valamennyiük nevében esküt tesz a szabadság, a törvények és az alkotmány védelmére, majd XVI. Lajos fogad hűséget a nemzetnek és a törvénynek. La Fayette tekintélye óriásira nő.

augusztus:

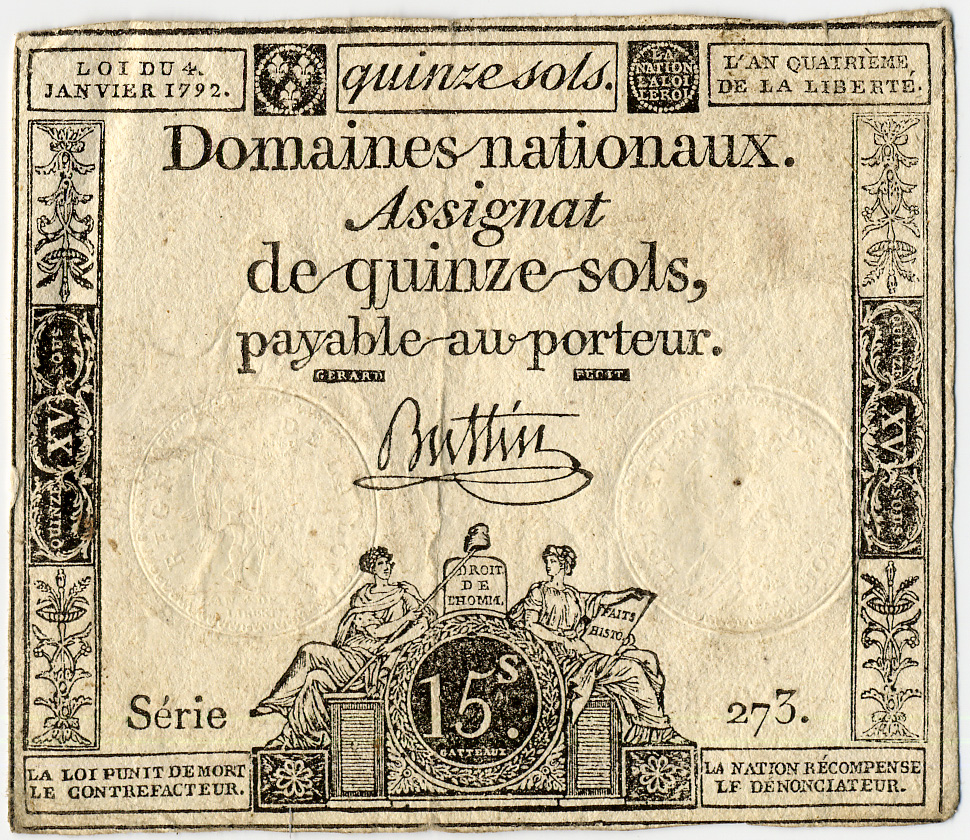
15 sol névértékű assignat

- Elégedetlenség a hadseregben. Nancy-ban fellázad a svájci gárda zsoldjuk elsikkasztása miatt. Bouillé márki leveri a zendülést, La Fayette támogatja a márkit, ezzel azonban bátorítja az ellenforradalmárokat, így népszerűsége szétfoszlik. A hadsereg egysége megbomlik.

augusztus 16–24.
- Jogegyenlőségen alapuló bíróságok felállítása (polgári „békebíróságok”, körzeti bíróság)

október 31.
- Megszűnnek a belső vámok.

november 23.
- Bevezetik a birtokadót.

december 6.
- Dekrétum fekteti le a nemzetőrség elvi alapjait.

## 1791
január 3.

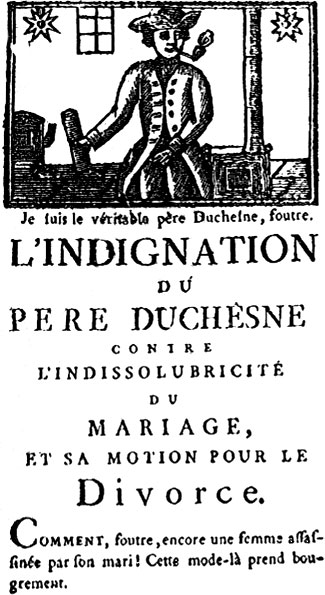
Père Duchesne (Hébert újságja) 1790

- A nemzetgyűlés kötelezi a papokat, hogy felesküdjenek a polgári alkotmányra, de sokan megtagadják.

január 13.
- Bevezetik az ingóvagyon adót.
- A színházakra vonatkozó királyi cenzúra megszüntetése után majdnem 50 színház nyílik.

január 18.
- A Szenegállal való kereskedelem liberalizálása.

január 20.
- Határozat az igazságszolgáltatás szervezetéről városi, kantoni és megyei szinten.

február 24.
- Monarchia-ellenes tüntetés a Tuileriák palotája előtt.

február 27.
- A hadsereg feloszlatja a jalès-i királypárti tábort.

március 2.
- Törvény oszlatja fel a céheket.
- A királyi és fogyasztási adók eltörlése, az iparűzési adó bevezetése.

március 10.
- VI. Piusz pápa a Quod aliquantum apostoli levelében ítéli el a papság polgári alkotmányát.

március 27.
- Nemzeti államkincstár létrehozása.

április 2.
- Meghal Mirabeau, az alkotmányos monarchisták egyik legjelentősebb vezetője.

április 13.
- A pápa ismételten elítéli a papság polgári alkotmányát a Caritas apostoli levelében.

április 18.
- Tömeg akadályozza meg, hogy a király és a királyné Saint-Cloud-ba menjen.

április 27.
- Robespierre szót emel az ellen, hogy csak a kiváltságosok hordhatnak fegyvert.

május 10.
- Létrehozzák a Legfelsőbb Nemzeti Bíróságot.

május 16.
- Robespierre követeli, hogy az alkotmányozó nemzetgyűlés tagjai ne kerülhessenek be a törvényhozó nemzetgyűlésbe.

május 26.

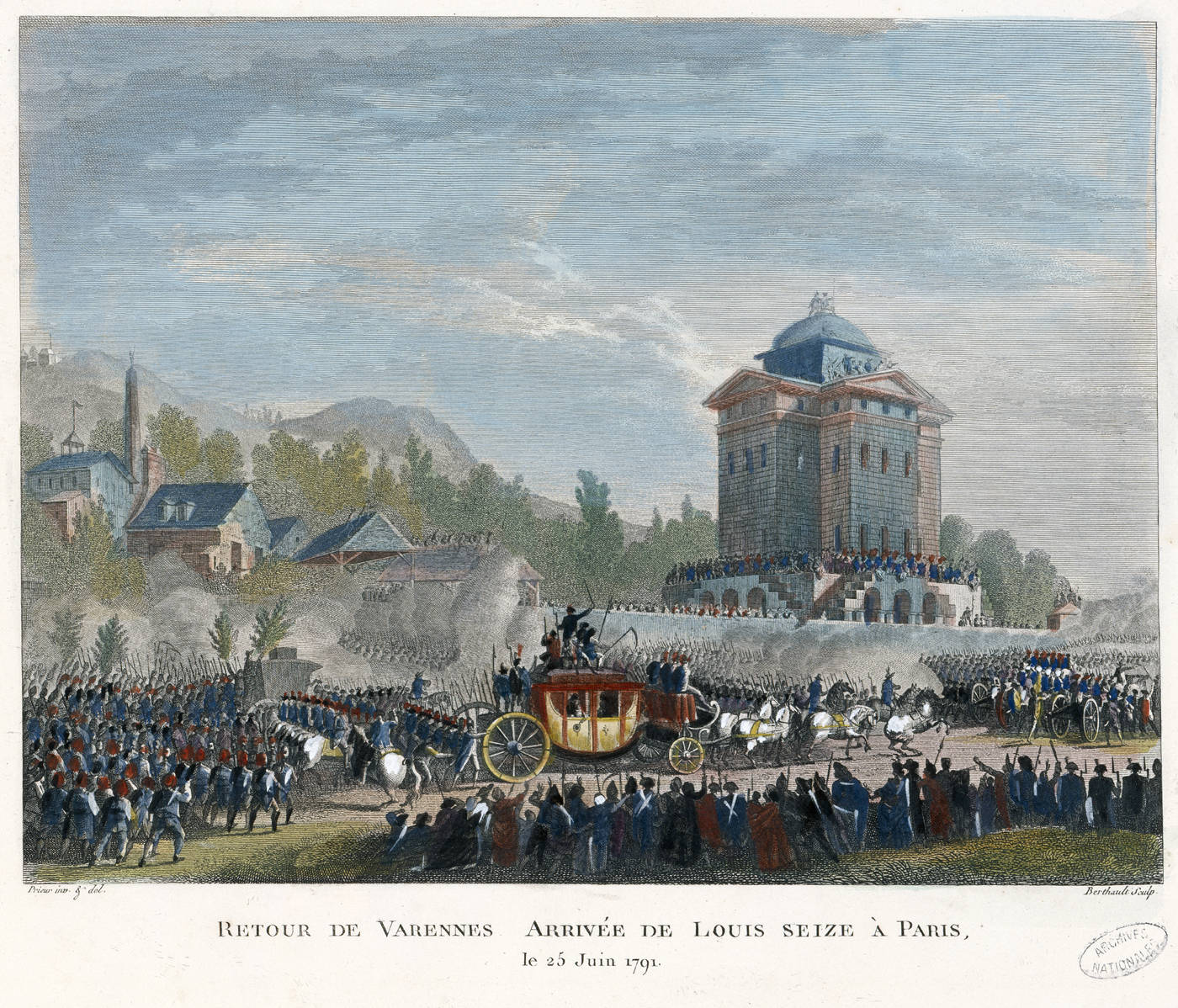
A királyt és családját visszatérésre kényszerítik Varennes-nél

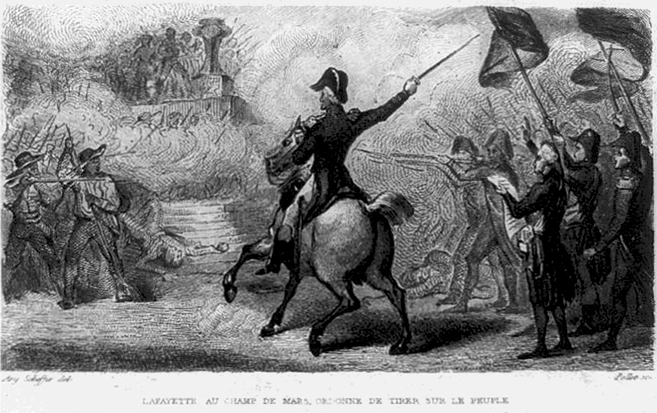
La Fayette tüzet vezényel a Mars-mezőn

- Rendelet a Louvre-ról. Az alkotmányozó gyűlés a Louvre-t jelölte ki a tudomány és művészetek alkotásainak gyűjtőhelyéül.

május 30.
- Robespierre felszólal a halálbüntetés eltörlése mellett.

június 14.
- Le Chapelier-törvény megtiltja a sztrájkot és munkásegyletek alakítását.

június 20.
- XVI. Lajos és családja szökésre tesz kísérletet. 22-én Varennes-ben a lakosság és egy huszárcsapat feltartóztatja őket, majd kényszeríti, hogy visszatérjenek Párizsba.

június 21.
- A Cordeliers klub követeli az alkotmányozó gyűléstől a köztársaság kikiáltását.

július 11.
- Határozat utasítja az emigránsokat a visszatérésre.

július 15.
- A nemzetgyűlés megerősíti a király sérthetetlenségét.

július 16.
- Megalakul a Feuillantinus klub, tagjai az alkotmányos monarchiát támogatják.

július 17.
- Tömeggyűlés és sortűz a Mars-mezőn.

július 22.
- Marseille elveszíti kereskedelmi monopóliumát Északnyugat-Afrikában és a Földközi-tenger keleti részén (Levante).

július 28.
- Határozat a nemzeti gárda szervezetéről.

augusztus 10.
- A királyi hatalom felfüggesztése az alkotmány elfogadásáig.

augusztus 27.
- Pillnitzi nyilatkozat.

szeptember 3.

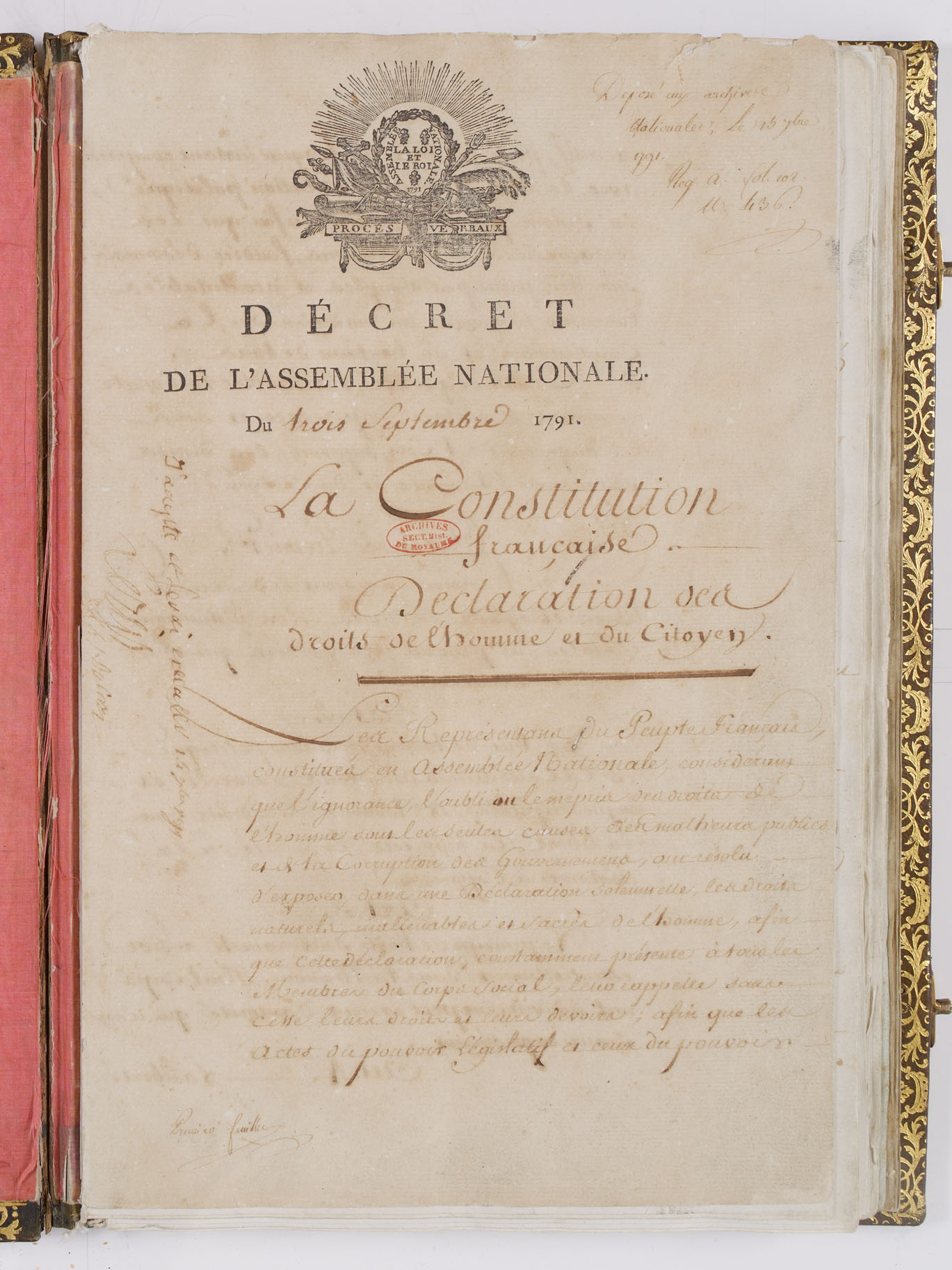
Az 1791. szeptember 3-án elfogadott francia alkotmány

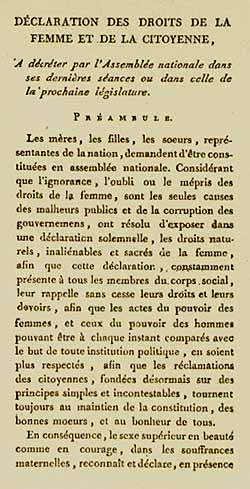
A női és polgárnői jogok nyilatkozata

- Az alkotmányozó gyűlés elfogadja az új alkotmányt szövegét.
- Franciaország alkotmányos monarchia lesz.
- Olympe de Gouges megírja a A női és polgárnői jogok nyilatkozatát

szeptember 13.
- A nemzetgyűlés delegációja terjeszti a király elé az új alkotmányt.

szeptember 14.
- A király felesküszik az alkotmányra a nemzetgyűlésben.
- A nemzetgyűlés megszavazza, hogy Avignon-t és környékét Franciaországhoz csatolják.

szeptember 24.
- Az alkotmányozó gyűlés nem adja meg a színes bőrűeknek az állampolgári jogokat.

szeptember 28.
- Eltörlik a rabszolgaságot. A gyarmatokon azonban marad a rabszolgaság intézménye az ültetvényesek érdekei miatt.
- A nemzetgyűlés polgárjogot ad az askenázi zsidóknak.

szeptember 30.
- Az alkotmányozó nemzetgyűlés utolsó ülésén újra felesküszik a király az alkotmányra.

október 1.

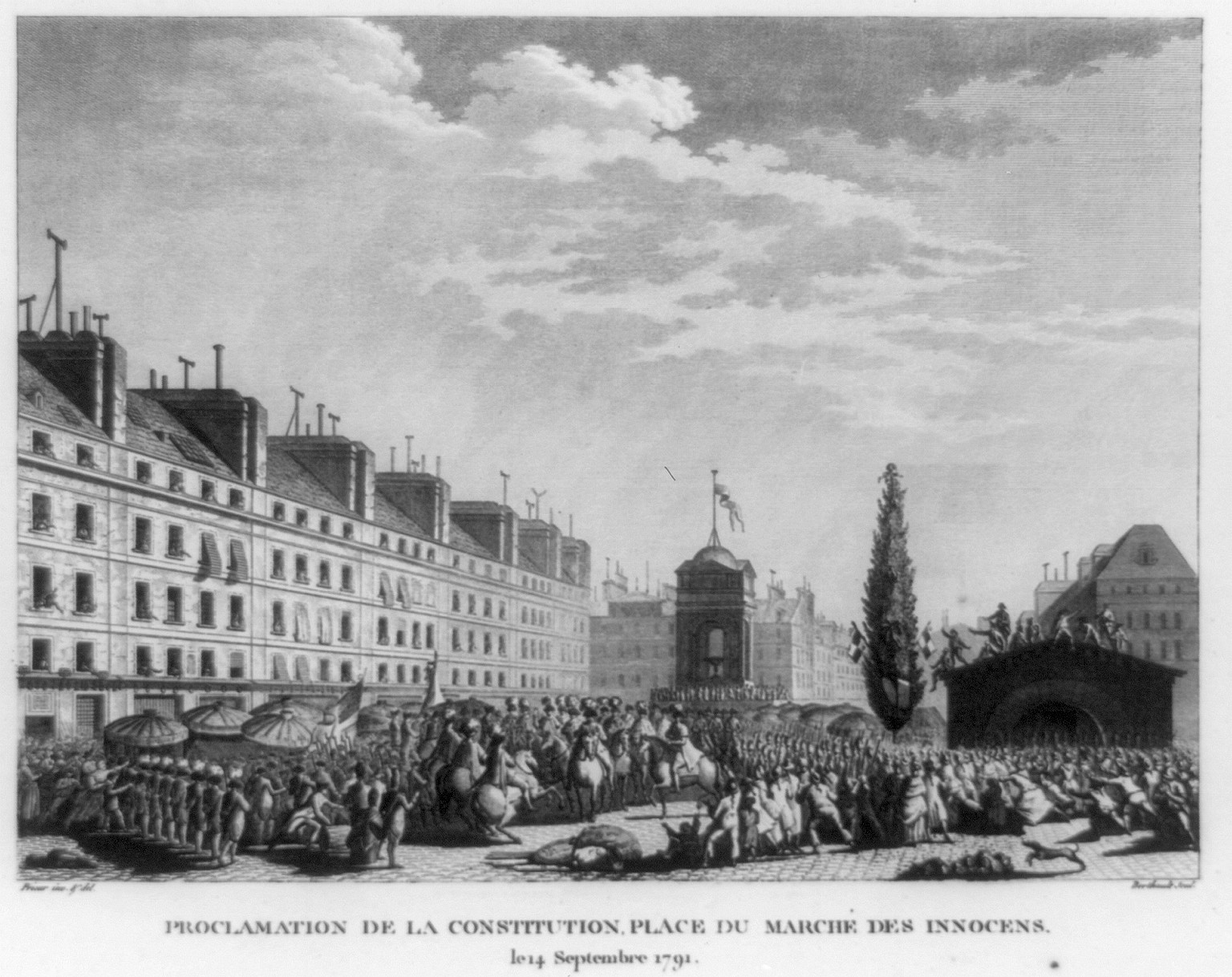
Az 1791-es alkotmány kihirdetése szeptember 14-én

- Megkezdi működését a törvényhozó nemzetgyűlés.

október 7.
- A király megjelenik a nemzetgyűlés előtt.

október 31.
- A nemzetgyűlés hazatérésre szólítja fel a király öccsét, Provence grófját, a későbbi XVIII. Lajost. Amennyiben két hónapon belül nem tér haza, elveszíti trónutódlási jogát.

november 9.
- Hazatérésre szólítják fel az emigránsokat.

november 29.
- Az ellenálló papság felszólítása az eskütételre. Aki megtagadja, nem viselhet közhivatalt és eltávolíthatják lakóhelyükről.

december 9.
- Narbonne-Lara tábornok lesz a hadügyminiszter.

december 14.
- XVI. Lajos beszédet mond a nemzetgyűlésben a külföldi államok ellen.

december 16.
- Brissot háborúra buzdít a nemzetgyűlésben.

december 19.
- A király ellenzi, hogy az ellenálló papokat eskütételre kötelezzék.

## 1792
január 2.
- Robespierre a háború ellen szólal fel a Jakobinus klubban

január 5.
- Isnard beszéde: „be kell tetőzni a forradalmat”. Elgondolása szerint a franciák kötelessége minden európai trónt megdönteni és felszabadítani a népeket.

január 18.
- A király öccsét, Lajost, Provence grófját megfosztják trónutódlási jogától.

január 25.
- A trieri választófejedelem szétoszlatja az emigránsokat.

február 7.

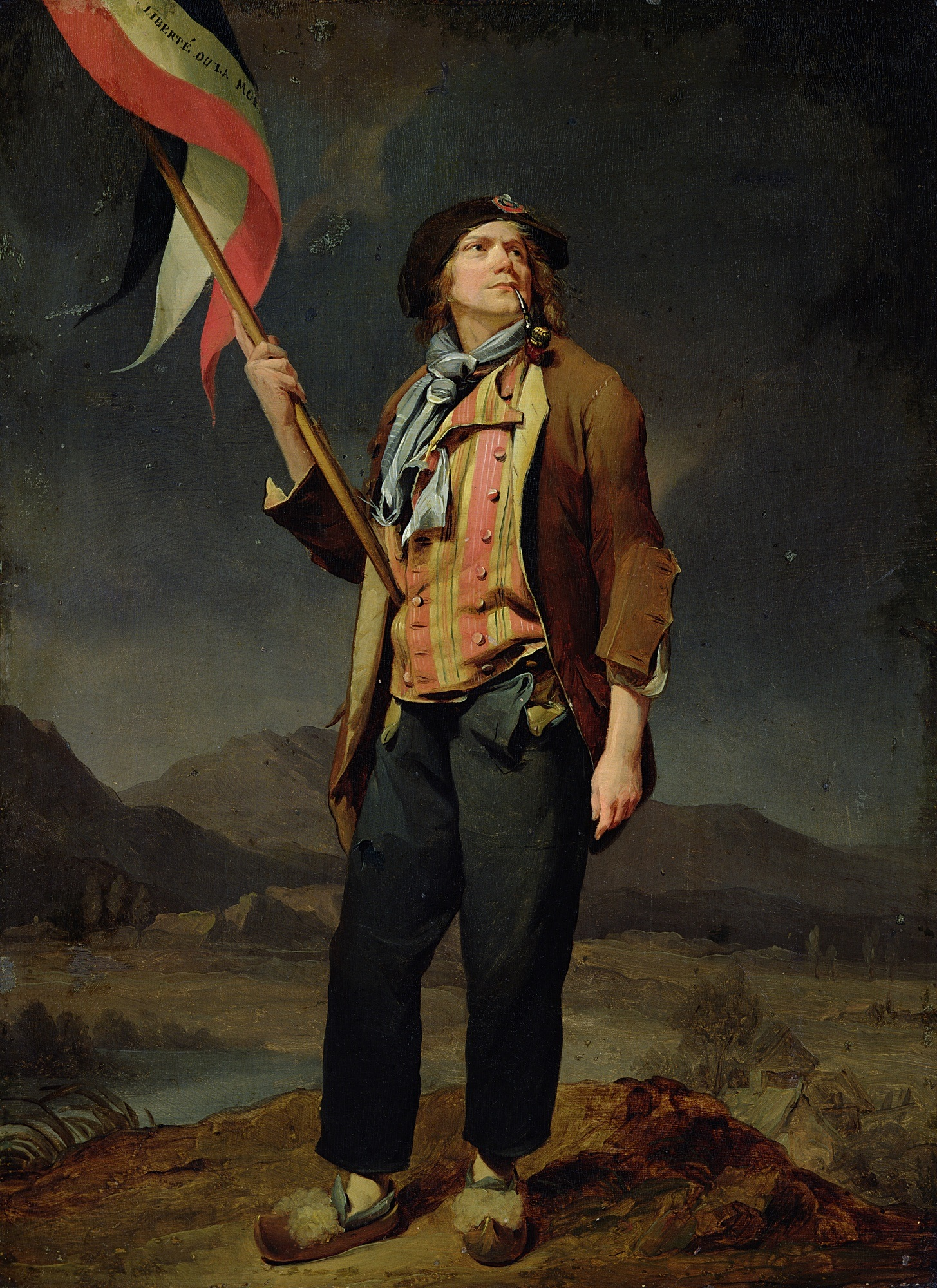
Sans-culotte

- A Porosz Királyság és a Habsburg Birodalom szövetsége Franciaország ellen.

február 9.
- Zárolják az emigránsok vagyonát.

március 1.
- II. Lipót halála, II. Ferenc lesz a császár.

március 9.
- Narbonne-Lara leváltása.

március 10.
- A háborút ellenző Lessart-t a Legfelsőbb Bíróság elé állítják.

március 15.
- Girondisták kerülnek miniszteri posztokra. A Robespierre vezette jakobinusok szakítanak a girondistákkal.

március 20.
- A törvényhozó nemzetgyűlés kivégzési eszközként fogadja el a nyaktilót.

március 23.
- Feuillantinusok kerülnek a girondista miniszterek helyére.

március 25.
- Franciaország ultimátuma II. Ferenc császárhoz, amelyben azt követelik, hogy ne engedje meg az emigránsok szervezkedését. A császár nem válaszol az ultimátumra.

április 20.
- Hadüzenet Ausztriának. Ezzel kezdetét veszi a forradalom háborúja a külső hatalmakkal. Megalakul az első koalíció Franciaország ellen (Habsburg Birodalom, Spanyolország, Nagy-Britannia, a Szárd Királyság, a Nápolyi Királyság, Poroszország).

április 25.
- Claude Joseph Rouget de Lisle megírja buzdító dalát a Rajnai Hadseregnek (a dal Franciaország himnusza lesz).

május 27.
- Határozat születik az esküt visszautasító papok deportálásáról.

május 29.
- A nemzetgyűlés feloszlatja a királyi gárdát.

június 8.
- A törvényhozó nemzetgyűlés elfogadja a nemzeti szövetségesekből álló csapatok felállítását.

június 10.
- Jean Marie Roland levélben szólítja fel a királyt, hogy mondjon le vétójogáról és fogadja el a nemzetgyűlés határozatait.

június 11.

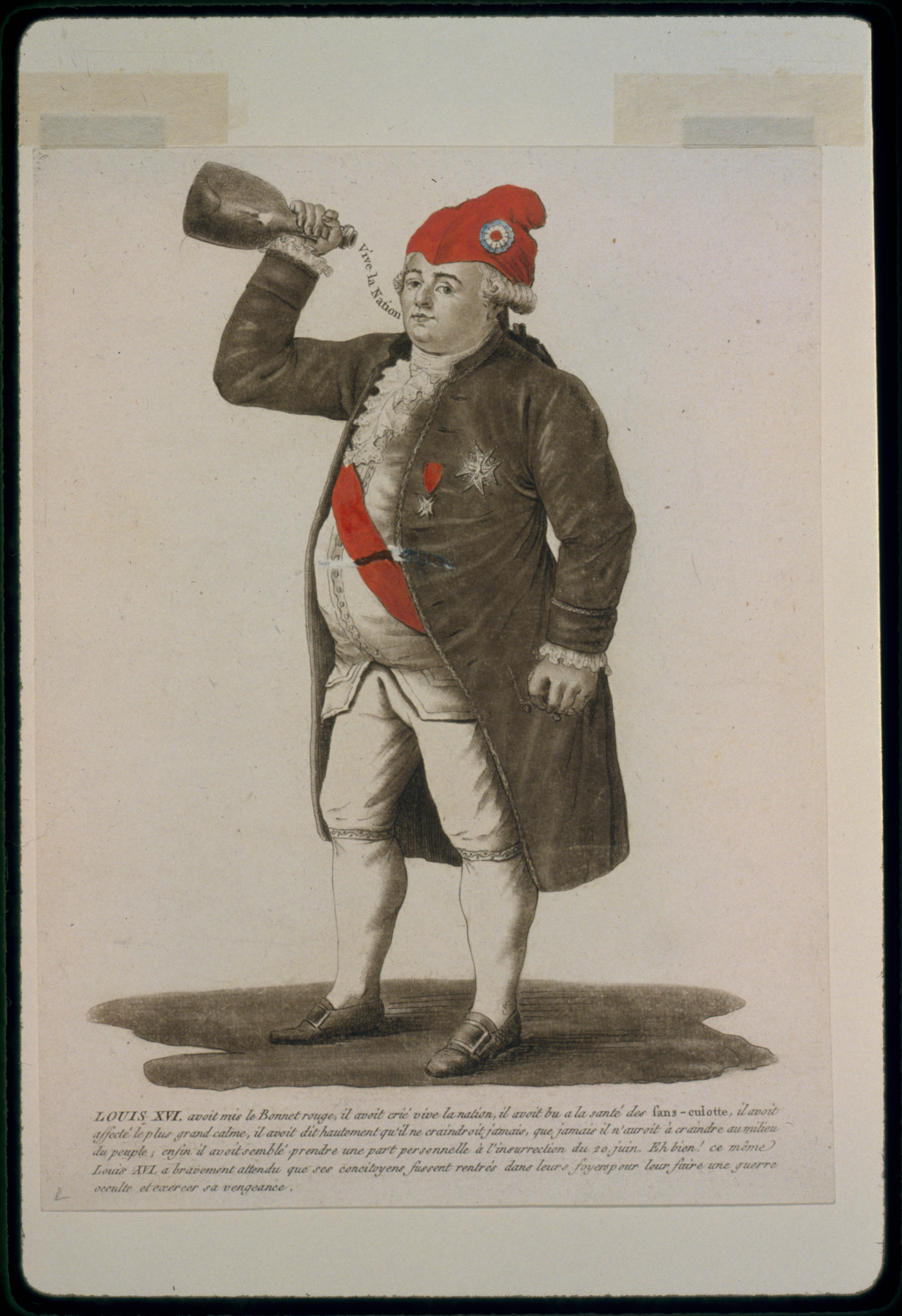
Utolsó Lajos fríg sapkában (karikatúra 1792-ből)

- A király megvétózza az ellenálló papokról hozott törvényt és a nemzeti szövetségesek egybehívásának javaslatát.

június 12.
- A király elbocsátja a girondista minisztereket, feuillantinusok kerülnek hatalomra. Nő a feszültség a monarchisták és a köztársaságiak között.

június 13.
- A nemzetgyűlés sajnálatát fejezi ki a nemzet nevében, hogy a király lecserélte a minisztereket.

június 20.
- A labdaházi eskü évfordulóján a girondisták tüntetést szerveznek Párizsban. A sans-culotte-ok behatolnak a Tuileriákba. A királyra fríg sapkát tesznek, sértegetik, és követelik, hogy mondjon le vétójogáról. XVI. Lajos megőrzi flegmatikus nyugalmát, nem mond le vétójogáról, várakozó álláspontra helyezkedik, ami végzetes lesz számára.

június 28.
- La Fayette visszatér Párizsba és elítéli a 20-i események felbujtóit, a nemzetgyűlésben javaslatot tesz a jakobinusok szétszórására.

július 2.
- A nemzetgyűlés a királyi vétót megkerülve július 14-re Párizsba hívja a nemzeti szövetségeseket.

július 10.
- A feuillantinus miniszterek lemondása.

július 11.
- A nemzetgyűlés bejelenti, hogy a haza veszélyben van.
- Megkezdődik a honvédelem megszervezése.
- A touloni szövetségesek Párizsba érkeznek.

július 17.
- Petíció kéri a király lemondását.

július 23.
- Ismét petíció kéri a király lemondását.

július 25.
- II. Károly braunschweig–wolfenbütteli fejedelem („Brunswick hercege”) Koblenzben nyilatkozatban jelenti ki, hogy amennyiben XVI. Lajosnak és családjának bántódása esik, Párizst megtorlással sújtja. A nyilatkozat egyenes következménye lesz a Tuileriák augusztus 10-i ostroma.

július 26.
- Brissot kéri a király trónfosztását és az általános választójog bevezetését.

július 27.
- Elkobozzák az emigránsok vagyonát.

július 29.

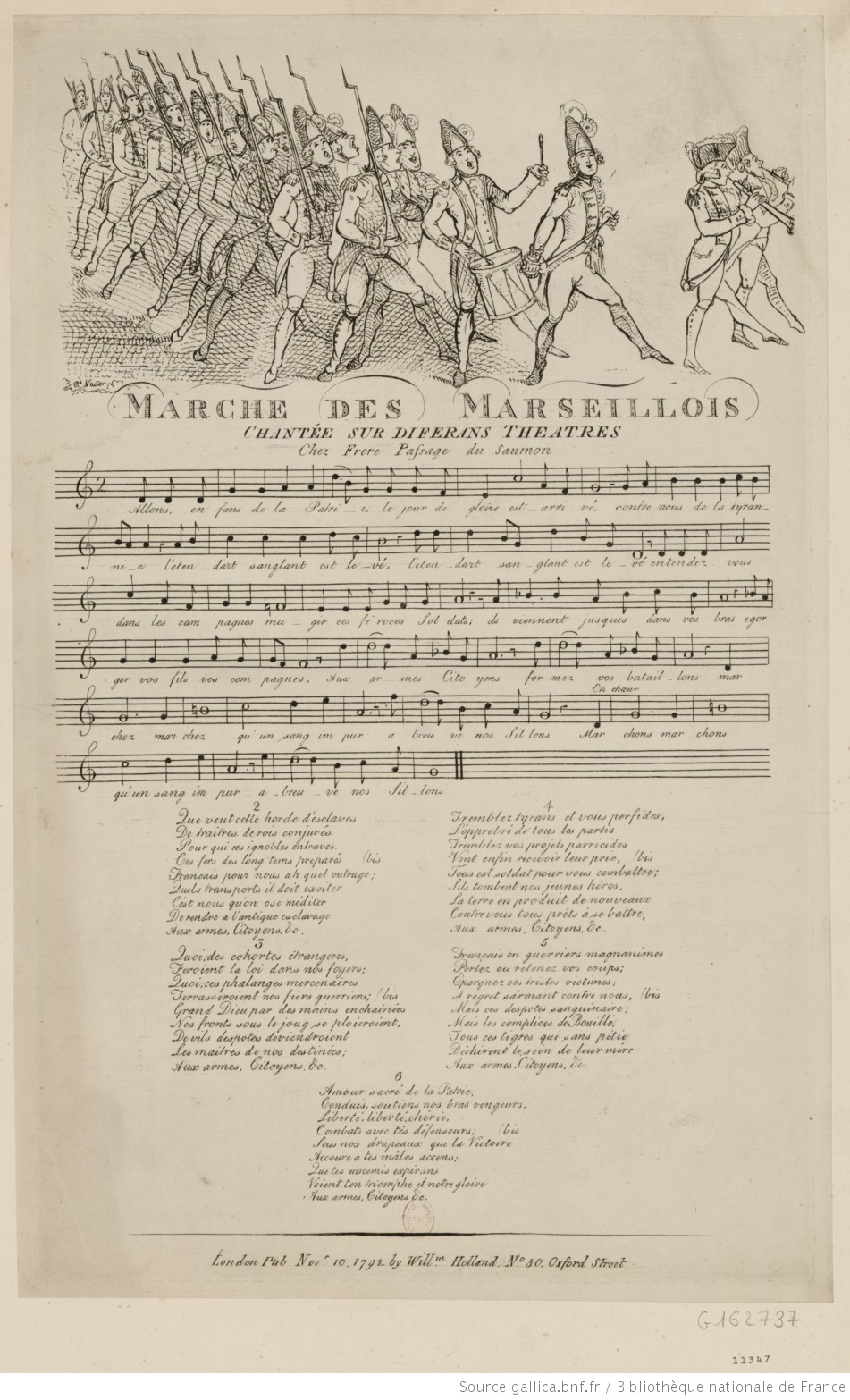
A marseilles-i önkéntesek indulója

- Robespierre a Jakobinus klubban kéri a király trónfosztását.

július 30.
- Először hangzik fel a Marseillaise. Claude Joseph Rouget de Lisle műszaki tiszt szerzeményét egy Párizsba vonuló marseille-i önkéntes zászlóalj énekli. 1897-től az ország hivatalos himnusza.
- A polgárok csatlakozhatnak a nemzeti gárdához.

augusztus 3.
- Párizs 48 körzetéből 47 a király trónfosztása mellett foglal állást.
- A király kijelenti, hogy mindent megtesz a szabadságért és a nemzet dicsőségéért.

augusztus 10.
- Párizsban, a legális községtanács mellett, megalakul a forradalmi községtanács (kommün).
- A sans-culotte-ok megrohamozzák a Tuileriákat, a királyi családot átmenetileg a Feuillantinus kolostorba zárják.
- Felfüggesztik a királyi hatalmat.

augusztus 11.
- Új kormány alakul, Georges Jacques Danton lesz az igazságügyi miniszter.
- A törvényhozó nemzetgyűlés bevezeti az általános választójogot.
- A köztársaság ideiglenes kormányának új helye a királyi kancellária.

augusztus 13.
- A Temple tornyába viszik a királyi családot.
- A király lovasszobrát a tömeg lerombolja a Vendôme téren.

augusztus 14.
- Határozatot hoznak az emigránsok vagyonának kiárusításáról.

augusztus 15.
- Robespierre a kommün delegációjának élén népbíróság felállítását kéri a nemzetgyűlésben. Kérését elutasítják.
- Alexandre de Lameth letartóztatása.

augusztus 17.
- Felállítják a Forradalmi Törvényszéket.

augusztus 18.

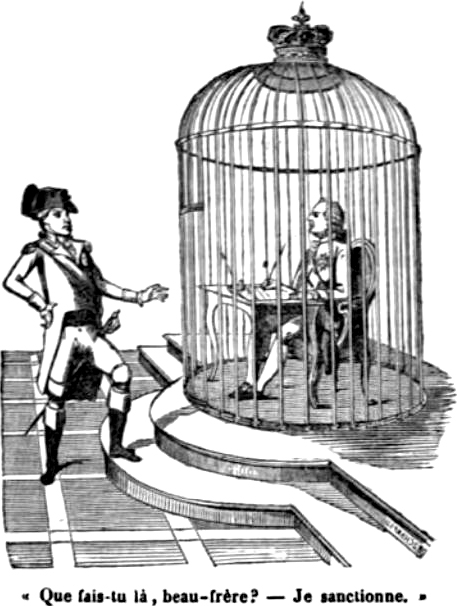
„Mit csinálsz ott sógor?” „Jóváhagyom az előterjesztéseket.” (korabeli karikatúra)

- Az utolsó szerzetesrendeket is feloszlatják.

augusztus 19.
- La Fayette dezertál a hadseregből, mert fél a kivégzéstől. Helyére Charles-François Dumouriez kerül.
- Antoine Barnave-ot letartóztatják, mert a királyi család cinkosa.
- A porosz hadsereg átlépi a határt.

augusztus 21.
- Az első kivégzés nyaktilóval.
- A párizsi nép lerombolja XIII. Lajos, IV. Henrik és XIV. Lajos királyok szobrait.

augusztus 26.
- A nemzetgyűlés francia állampolgárságot ad azoknak a külföldi filozófusoknak, akik támogatták a szabadság ügyét.
- A nemzetgyűlés arról rendelkezik, hogy az ellenálló papoknak 15 napon belül el kell hagyniuk az országot.

augusztus 28.
- A nemzetgyűlés elismeri a települések jogát a szabad földekhez.

augusztus 29.
- Danton kérésére a forradalmi községtanács teljhatalommal ruházza fel megbízottait és házkutatást engedélyez a gyanús polgároknál.
- A kommün sérthetetlennek nyilvánítja magát.

augusztus 30.
- Megkezdődik Verdun ostroma.

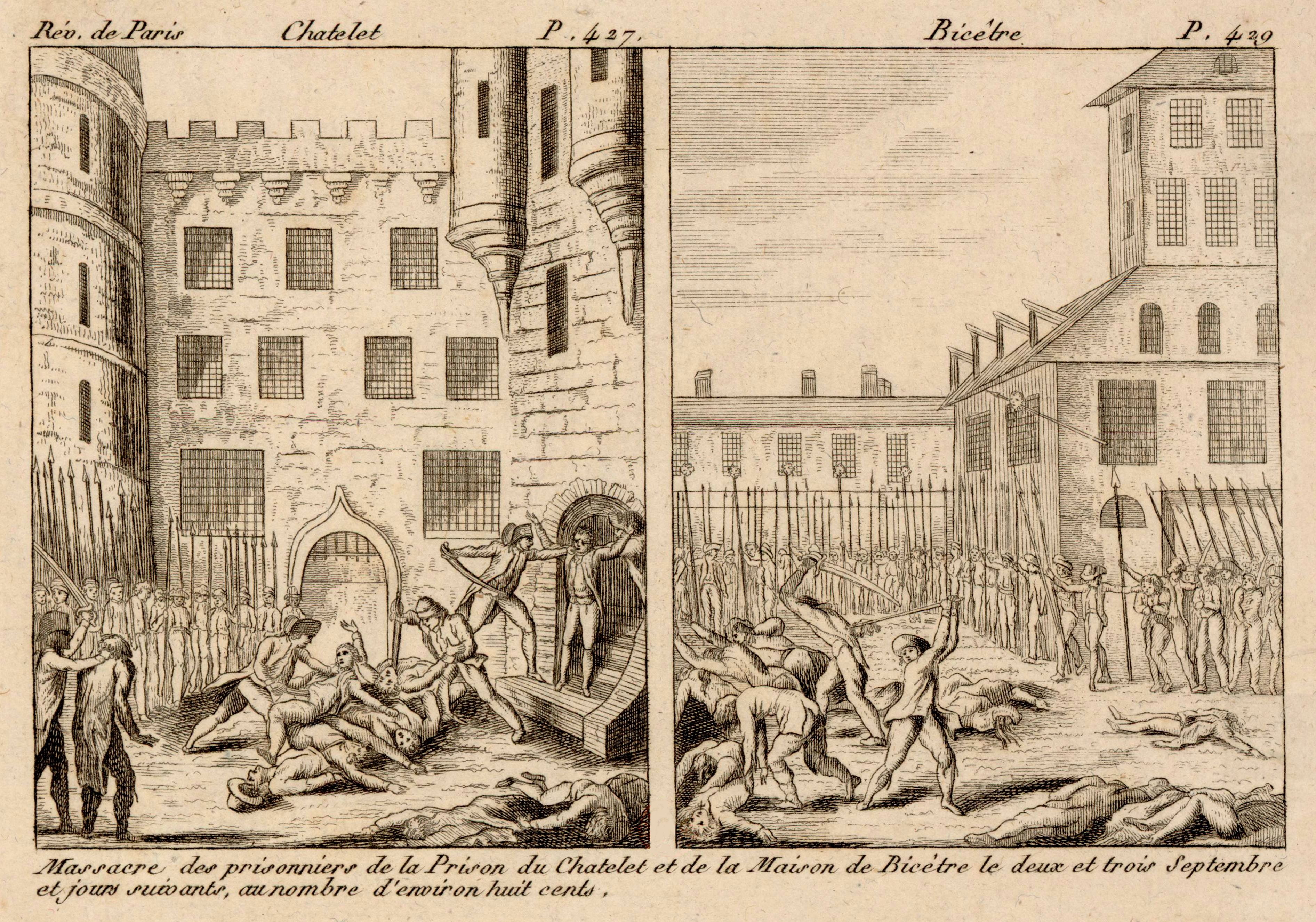
Kivégzések a Châtelet börtönben

- Párizsban tömeges letartóztatások kezdődnek.
- Jean Marie Roland megszavaztatja a nemzetgyűlésben a kommün feloszlatását.

augusztus 31.
- A kommün feloszlatásáról hozott előző napi rendeletet hatályon kívül helyezik.

szeptember 2.
- Verdun kapitulál.
- Danton harcra buzdít: „...bátorság, merészség, bátorság és a haza megmenekül”.
- Kivégzések kezdődnek főleg párizsi börtönökben, de Reimsben, Versailles-ban, Orléans-ban és Meaux-ban is áldozatul esnek a terrornak gyanúsnak tartott személyek. A tömeghisztériát az osztrák-porosz megszállás, és egy állítólagos, a börtönökben szőtt összeesküvés váltja ki. Több mint 1 300 bebörtönzött személyt ölnek meg Párizsban. A terror 7-ikéig tart, hatással lesz a Nemzeti Konvent képviselő választására, a Hegypárt megerősödik Párizsban.
- Papokat ölnek meg több kolostorban.
- Robespierre vádolja a girondistákat a Jakobinus klubban.

szeptember 4.
- A Salpetrière-nél prostituáltakat gyilkolnak meg.
- A nemzetgyűlés határozata a takarmány és gabona kötelező beszolgáltatásáról a hadsereg számára.

szeptember 5.
- Robespierre-t a Nemzeti Konvent képviselőjévé választják.

szeptember 19.
- Kellermann és Dumouriez hadserege egyesül.

szeptember 20.
- Győzelem Valmynál.
- Feloszlik a törvényhozó nemzetgyűlés.
- A jakobinus Jérôme Pétion de Villeneuve lesz a Konvent elnöke.
- A polgári anyakönyvezés a települések hatáskörébe kerül, engedélyezik a házasság felbontását.
- A forradalmi seregek a Rajna felé nyomulnak előre.

szeptember 21.
- A Nemzeti Konvent első ülésén Collot d’Herbois és Gregoire abbé javaslatára felfüggesztik az alkotmányos monarchiát, megfosztják XVI. Lajost trónjától és kikiáltják az Első Francia Köztársaságot. Robespierre, Marat, Danton vezetik a balszárnyat.

szeptember 22.
- A forradalmi naptár lép érvénybe.

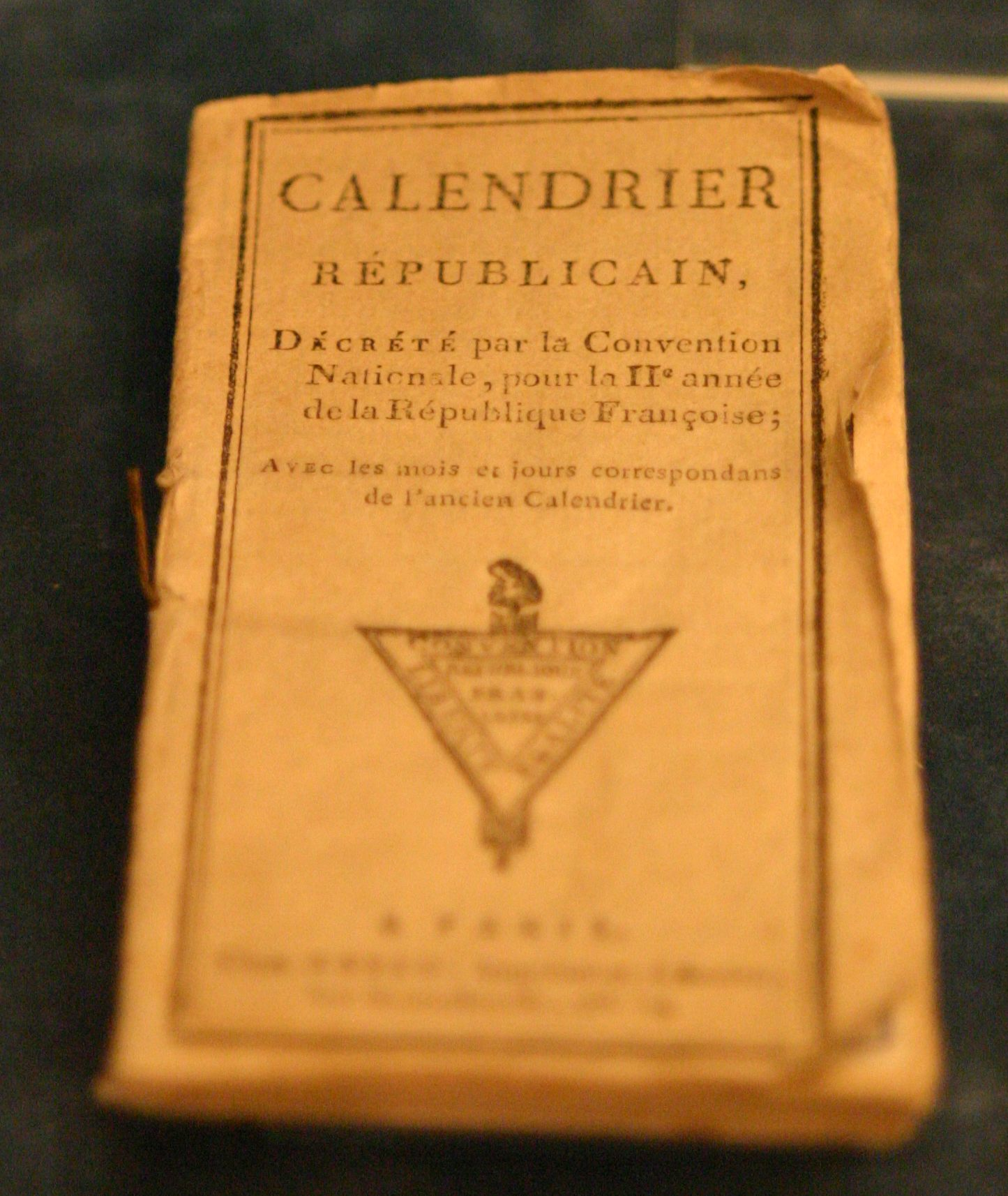
Francia forradalmi naptár

- A francia csapatok behatolnak a Savoyai Hercegségbe.

szeptember 25.
- A Konvent egy és oszthatatlannak nyilvánítja a köztársaságot.
- Feloszlatják a Legfelsőbb Bíróságot.

október 1.
- Bizottság alakul, hogy leltárba vegye XVI. Lajos titkos vasszekrényében talált iratokat. A Tuileriák augusztus 10-i megrohamozása után árulta el és nyitotta ki a rejtekhelyet a szekrényt készítő lakatosmester, (de tartalmát csak november 20-án hozzák nyilvánosságra a Konvent előtt)

október 2.
- A Konvent határozata alapján megkezdi működését a Közbiztonsági Bizottság.

október 9.
- Danton helyére Dominique Joseph Garat kerül.

október 10.
- Jacques Pierre Brissot-t kizárják a Jakobinus klubból.

október 17.
- Újabb assignat-kibocsátás.

október 25.
- Louvet de Couvray a Konventben Marat és Robespierre ellen szólal fel.

november 6.
- Győzelem Jemappes-nál az osztrákok felett.

november 13.
- Saint-Just, a Konvent legfiatalabb tagja beszédet mond. Ő az első, aki halálos ítéletet kér a királyra, mert „…nem lehet ártatlannak maradva uralkodni.”

november 19.
- A Konvent minden népnek segítséget ígér, amely saját szabadságáért harcol.

november 20.
- A Konvent előtt felfedik XVI. Lajos titkos szekrényében talált iratokat. Fény derül többek között Mirabeau-nak a királyhoz és az udvarhoz fűződő kapcsolatára. Koporsóját 1793. szeptember 21-én eltávolítják a Panthéonból.

november 27.
- A Konvent elhatározza Savoya annektálását.

december 3.
- Döntés születik arról, hogy a Konvent fogja tárgyalni a király perét.

december 11.
- Megkezdődik a király pere.

december 15.
- A Konvent elrendeli, hogy a franciák által elfoglalt területeken a forradalmi közigazgatást vezessék be.

## 1793
január 1.

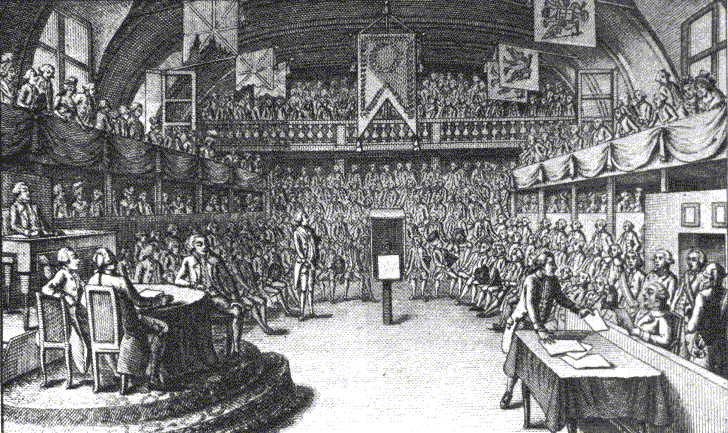
XVI. Lajos pere

- Felállítják az Általános Védelmi Bizottságot, a Közjóléti Bizottság elődjét. A hadügyi, pénzügyi, gyarmatügyi,
 tengerészeti, diplomáciai, alkotmányügyi és kereskedelmi bizottságok tagjaiból áll.

január 15.
- A Konvent egyhangúlag bűnösnek találja a XVI. Lajost, akit rang nélkül, egyszerűen Capet Lajos polgártársnak szólítanak.

január 16.
- Robespierre, a Hegypárt vezetője indítványozza, hogy szavazzanak a király kivégzésére.

január 17.
- A Konventben 387 mellette, 334 ellene szavazattal halálra ítélik XVI. Lajost.
- A Konvent elutasítja a király védőügyvédjeinek (Lamoignon de Malesherbes, François Denis Tronchet, Raymond de Sèze)
 azt a kérését, hogy a nép is hagyja jóvá az ítéletet.

január 18.

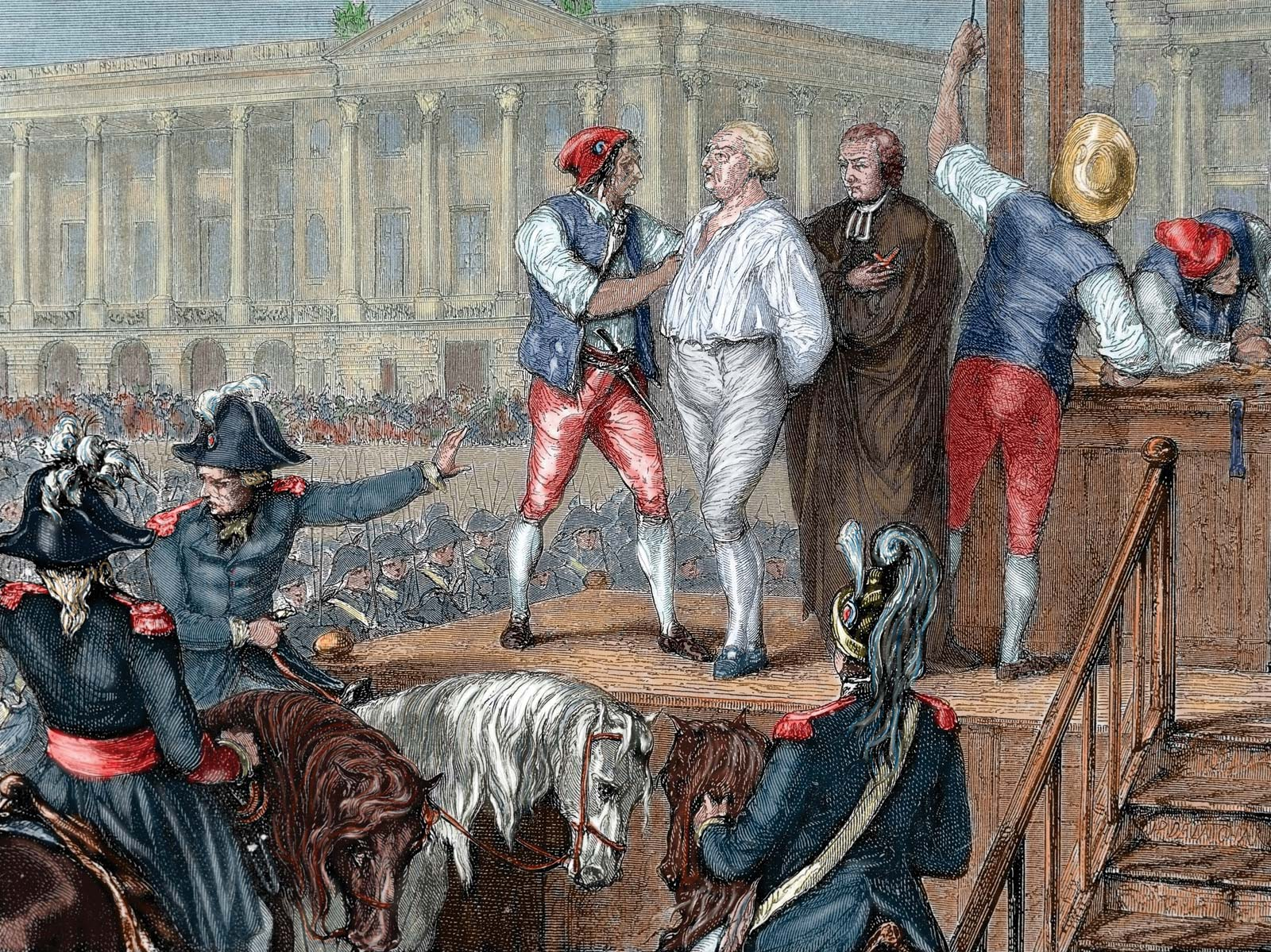
XVI. Lajos kivégzése

- A Konvent kihirdeti a halálos ítéletet, és elutasítja az ítéletvégrehajtás elhalasztását.

január 21.
- A királyt lefejezik a Place de la Révolution téren.

január 22.
- Jean Marie Roland belügyminiszter lemond, Dominique Joseph Garat veszi át a posztot.

január 24.
- Anglia visszahívja nagykövetét.
- Provence grófja, a későbbi XVIII. Lajos Franciaország régensének és a kiskorú trónörökös XVII. Lajos gyámjának
 proklamálja magát az emigrációban, Észak-Rajna–Vesztfáliában.

január 31.
- A Konvent megszavazza Nizza annektálását.

február 1.
- Hadüzenet Angliának és Hollandiának. Az angolok létrehozzák az első koalíciót Franciaország ellen.
 A koalícióhoz az év folyamán több ország is csatlakozik.

február 15.
- A Konvent döntés a Monacói Hercegség annektálásáról.

február 16.
- Dumouriez betör Hollandiába 20 000 katonával.

február 21.
- Döntés a vegyes hadtestekről, a régi királyi hadsereg és az önkéntesek állományának keveréséről.
 Az ezredet a fél-brigád elnevezés helyettesíti. A tisztikart frissítik, a katonák választanak káplárokat.

február 24.
- A Konvent határozata 300 000 újonc kötelező behívásáról.

február 25.
- Dumouriez csapatai elfoglalják Brédát.
- Lázadás és boltok fosztogatása kezdődik Párizsban.

március 1.
- A Konvent elrendeli az angol áruk kitiltását.

március 1–2.
- Frigyes Józsiás szász-coburg-saalfeldi herceg serege szétszórja a francia csapatokat.

március 7.
- Hadüzenet Spanyolországnak.

március 10.
- A vendée-i háború kezdete a kényszersorozások ellen.
- Felállítják újra az 1792. november 29-én feloszlatott Forradalmi Törvényszéket.
 Antoine Quentin Fouquier-Tinville lesz a közvádló.

március 16.
- Dumouriez győzelme Tirlemont-nál.

március 17.
- Belgium annektálása.

március 18.
- Dumouriez vereséget szenved az osztrákoktól a neerwindeni csatában. A franciák kiürítik Belgiumot.

március 19.
- A Konvent egyhangú határozata: minden fegyveres vendée-i lázadót ki kell végezni és javaikat el kell kobozni.

március 21.
- Dumouriez veresége Leuvennél az osztrákoktól. Dumouriez azt tervezi, hogy feloszlatja a Konventet és
 trónra ülteti XVII. Lajost. Felveszi a kapcsolatot az ellenséggel.

március 23.
- Franciaország annektálja az egykori Bázeli Érsekséget.

március 25.
- A Konvent árulással vádolja Dumouriez-t.

március 28.
- A Konvent tovább szigorítja az emigránsok elleni törvényeket (életfogytiglani száműzetés, halálbüntetés).

április:
- Danton a Közjóléti Bizottság egyik vezetője.

április 1.
- Dumouriez letartóztatja a hozzá küldött hadügyminisztert és a Konvent négy biztosát, és kiadja őket az osztrákoknak.

április 3.

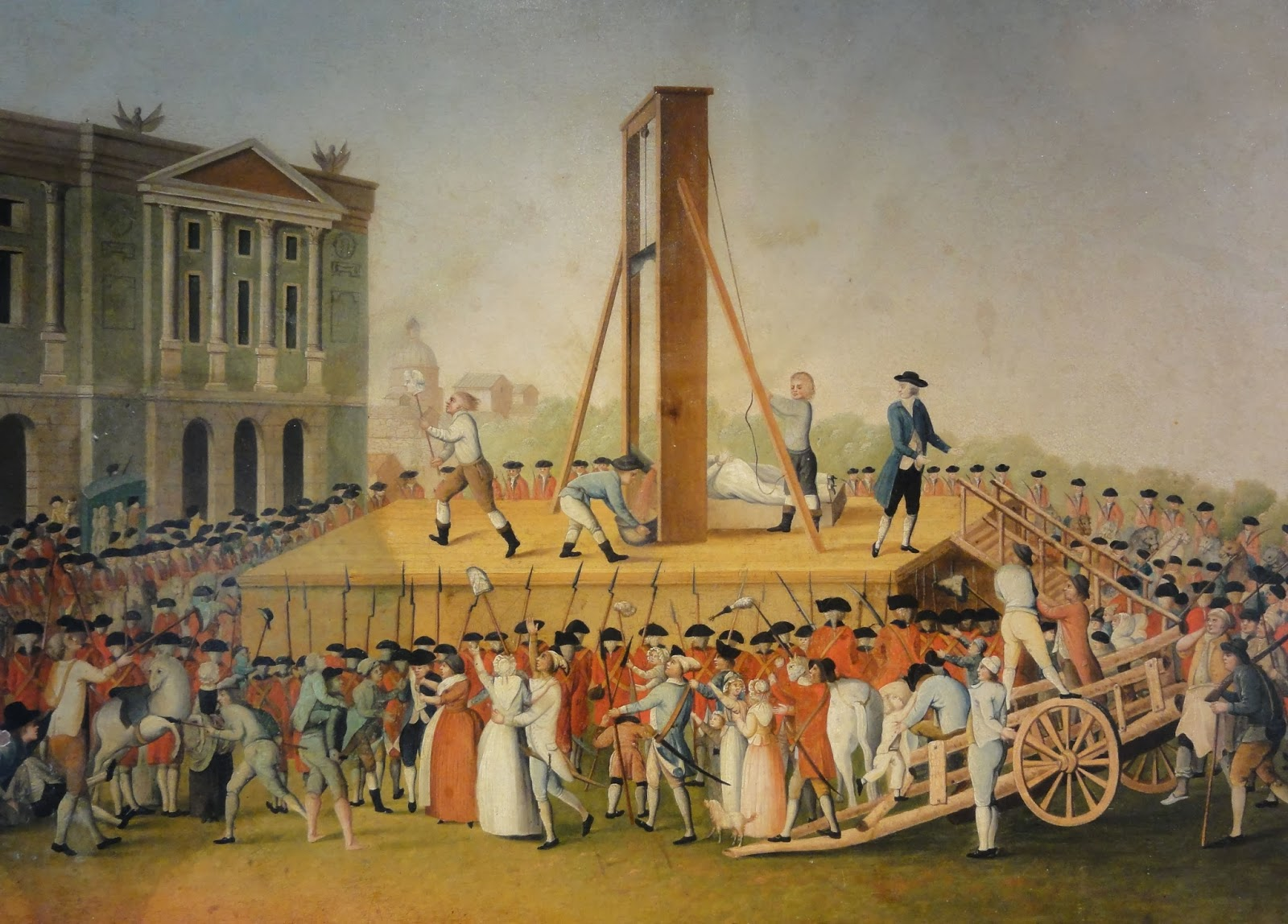
Mária Antónia kivégzése

- Dumouriez-t törvényen kívül helyezi a Konvent.
- Robespierre követeli, hogy helyezzék vád alá a girondisták vezetőit, Dumouriez cinkosait.

április 4.
- Dumouriez csapatai nem hajlandók Párizs ellen vonulni. A tábornok az osztrákokhoz menekül. Vele távozik néhány embere, köztük Égalité Fülöp fia, Orléans-i Lajos Fülöp herceg, a későbbi király.

április 5–6.
- Felállítják a Közjóléti Bizottságot. Az Általános Védelmi Bizottság helyett alakul, amely hatástalanul működött.
 Fő feladata a honvédelem megszervezése.

április 9.
- A Konvent határoz a hadseregekhez küldött ellenőrző népképviselőkről, akik naponta jelentenek a Közjóléti Bizottságnak,
 hetenként a Konventnek. Szükség esetén tábornokokat is letartóztathatnak.

április 10.
- Robespierre felszólal Jacques Pierre Brissot és a girondisták ellen.

április 11.
- Határozat az assignat kényszerárfolyamáról.

április 13.
- A Konvent megszavazza Marat vád alá helyezését a girondista Élie Guadet javaslatára.

április 15.
- Párizs polgármestere petíciót nyújt be 22 girondista képviselő ellen.

április 19.
- Közvetlen és személyre szóló sorozás.

április 21.
- Bizottságok alakulnak a gyanús külföldi és francia polgárok ellenőrzésére.

április 24.
- Marat-t felmenti a Forradalmi Törvényszék.

május 1.
- 6000 tüntető követeli a Konventtől az árak maximálását.
- Marseille-ben Hegypárt-ellenes bizottság alakul.

május 4.
- A gabona és liszt árát maximálják.

május 5.
- A vendée-iek elfoglalják Thouars-t.

május 18.
- A girondisták megalakítják a Tizenkettők Bizottságát, amely a Kommün és Párizs körzeteinek rendeleteit,
 tevékenységét vizsgálja, hogy felvedje a köztársaság elleni összeesküvőket, és kiszűrje saját ellenségeit.

május 20.
- A Konvent egymilliárdos kényszerkölcsönt vet ki a gazdagokra.

május 24.
- A Tizenkettők Bizottsága elrendeli Jacques Hébert és Jean-François Varlet letartóztatását.

május 25.
- A Kommün követeli Hébert és Varlet szabadon bocsátását.

május 27.
- Hébert és Varlet újra szabad a nép nyomására.
- A sans-culotte-ok bekerítik a Konventet.
- A Konvent feloszlatja a Tizenkettők Bizottságát.

május 28.
- Girondista nyomásra visszaállítja a Konvent a Tizenkettők Bizottságát.

május 29.
- Forradalmi Bizottságot hoznak létre.
- Heves tüntetések Lyonban, megbuktatják a községtanácsban a jakobinusokat.

május 31.
- Véglegesen feloszlatják a Tizenkettők Bizottságát.
- A Konvent elutasítja a 22 girondista képviselő letartóztatását.

június 2.
- A Konvent ostroma. François Hanriot vezetésével a forradalmi fegyveres erők ostrommal kényszerítik a Konventet, hogy vád alá helyezzék a 22 girondista képviselőt. Ezzel véget ér a girondsták uralma és elkezdődik a jakobinus diktatúra. A Hegypárt a sans-culotte-okra és a középrétegre támaszkodik. Hegypárti Konvent.

június 3.
- Törvény az emigránsok birtokainak eladásáról. A Konvent előírja a vételár 10 év alatti kifizetését.
 Az elkobzott földeket parcellázni kell, hogy a kisparaszt is tudjon vásárolni földet, tízéves fizetési haladékkal.

június 6.
- Danton kilép a Közjóléti Bizottságból.
- 75 képviselő írásban tiltakozik a girondista vezetők letartóztatásának körülményei ellen.

június 9.
- A vendée-iek elfoglalják Saumur-t.

június 10.
- Törvény a községi javak felosztásáról. A földeket egyenlő darabokra kell felosztani és sorshúzással kell szétosztani.

június 13.
- Menekülő girondista vezetők polgárháborút hirdetnek a jakobinusok ellen.

június 23.
- A letartóztatott Brissot-t Párizsba viszik.

június 24.
- A Hegypárti Konvent elfogadja a köztársasági alkotmányt, amely sosem lép életbe.

június 25.
- Jacques Roux felszólítja a Konventet, hogy harcoljon a spekulánsok és harácsolók ellen.

június 26–28.
- Párizsban tiltakoznak a szappanárak miatt.

június 29.
- A vendée-iek vereséget szenvednek Nantes előtt.

június 30.
- Jacques Roux-t kizárják a Cordeliers klubból.
- Ausztria csatlakozik az első koalícióhoz.

július 5.
- A vendée-i csapatok győzelme Westermann felett.

július 10.
- A Közjóléti Bizottság taglétszáma kilencre csökken.

július 13.
- Charlotte Corday, normandiai girondista érzelmű leány meggyilkolja Jean-Paul Marat-t.

július 16.
- Jacques-Louis David megszervezi Marat temetését.

július 17.
- Marat gyilkosának kivégzése.
- A hűbérjogok eltörlése kártérítés nélkül.

július 18.
- A vendée-iek győznek Vihiers-nél.

július 20.
- Letartóztatják Olympe de Gouges-t.

július 26.

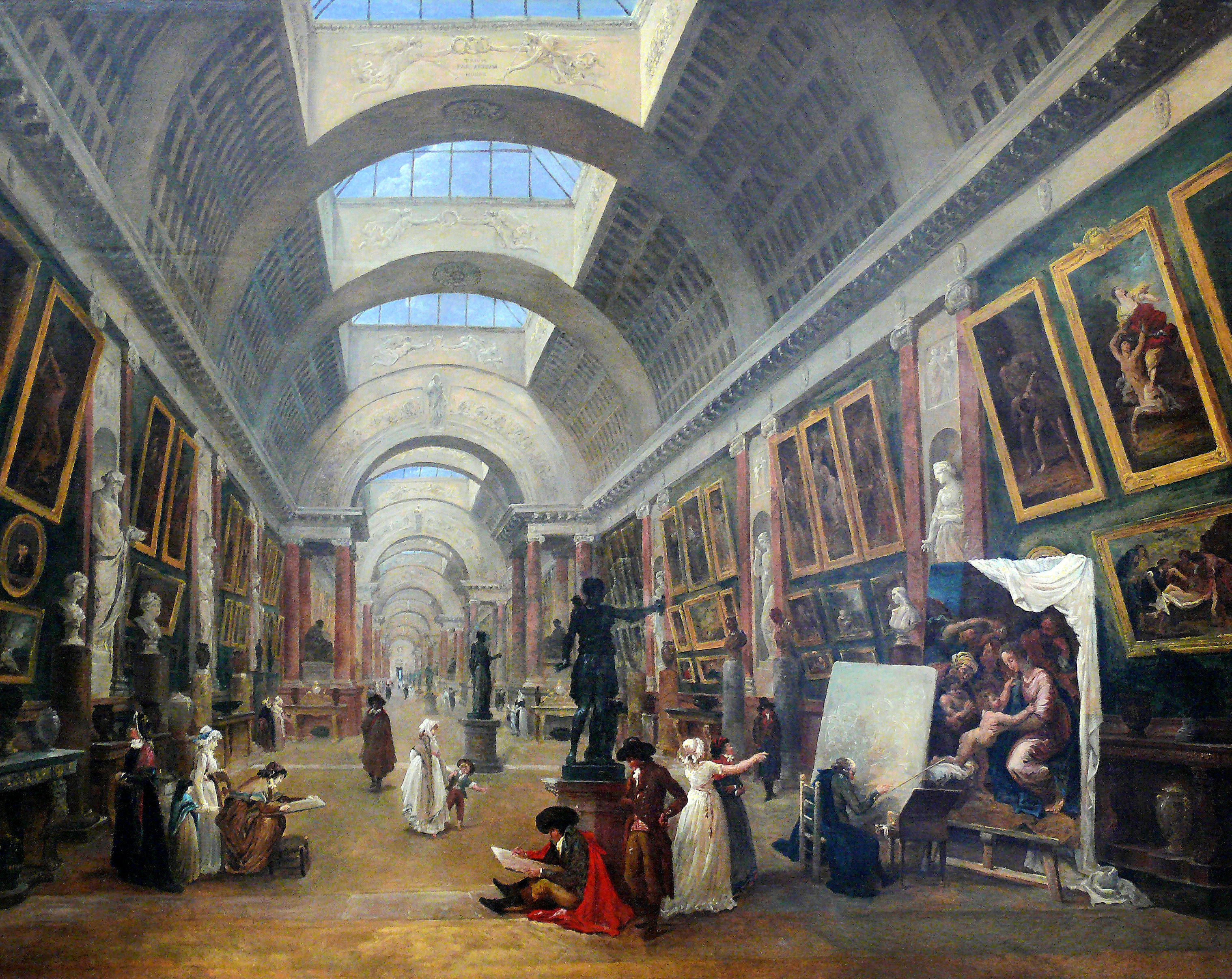
A Louvre átalakításának terve 1796-ból

- Törvény a harácsolásért járó halálbüntetésről.

július 27.
- Robespierre tagja lesz a Közjóléti Bizottságnak.
- A Konventben törvényt hoznak arról, hogy a Louvre palotát múzeummá alakítják a Köztársaság Központi Művészeti Múzeuma néven.
- A vendée-i csapatok beveszik Les Ponts-de-Cé községet, a Loire hídjával.

július 28.
- Az osztrákok elfoglalják Mainzot.

július 29.
- Minden kerületben kötelező magtárt építeni a gabonafelesleg tárolására.

augusztus 2.
- Mária Antóniát a Conciergerie-be zárják.

augusztus 10.
- Az Egy és oszthatatlan Köztársaság ünnepe.

augusztus 14.
- Lazare Nicolas Marguerite Carnot és Claude-Antoine Prieur-Duvernois a Közjóléti Bizottság tagja lesz.

augusztus 20.
- A monarchisták átadják Toulont az angoloknak.

augusztus 22.
- Robespierre a Konvent elnöke lesz.

augusztus 23.
- A Konvent népfelkelést hirdet a haza védelmére. A hadsereg szervezését Lazare Carnot végzi.
- Letartóztatják Jacques Roux-t.

augusztus 25.
- A köztársasági hadsereg visszafoglalja Marseille-t.

augusztus 27.
- Jacques Roux-t szabadon engedik.

augusztus 28.
- Az angolok bevonulnak Toulonba.

szeptember 4.
- A tömeg behatol Párizsban a Községházára, kenyeret követelnek.
- Építőipari és fegyvergyári munkások tüntetése a Gréve téren.

szeptember 5.
- A tömeg beözönlik a Konvent épületébe és marad a tanácskozás ideje alatt, forradalmi hadsereg bevetését követeli.
- Másodszorra tartóztatják le Jacques Roux-t.
- A Konvent napirendre tűzi a terrorintézkedések bevezetését.

szeptember 6-8.
- Houchard francia tábornok győz a Hondschoote (Hollandia) melletti csatában, majd a Közjóléti Bizottság utasítása ellenére visszavonul.
- Jacques Nicolas Billaud-Varenne et Jean-Marie Collot d’Herbois a Közjóléti Bizottság tagja lesz.

szeptember 11.
- Döntés a forradalmi hadsereg felállításáról.
- Törvény maximálja a gabona- és takarmányfélék árát.

szeptember 14.
- A Forradalmi Törvényszék reformja.

szeptember 15.
- A L’Ami du Peuple megszűnése. A Jakobinus klubban megfenyegetik Jean-Théophile Leclerc-t,
 az újság főszerkesztőjét, aki ezért megszünteti a Marat által alapított lapot.

szeptember 16.
- A Közjóléti Bizottság leváltja a hadsereg nemesi származású tisztjeit, katonáit.

szeptember 17.
- Törvény a „gyanúsak”-ról.
- Bonaparte Napóleon tüzérségi parancsnok lesz Toulon ostrománál.

szeptember 18.
- A Közjóléti Bizottság letartóztatja Varlet-t.

szeptember 24.
- Az északi hadsereg éléről elmozdítják Houchard-t.

szeptember 27.
- A „gazdasági terror”. A sans-culotte-ok kikényszerítik az ár- és bérstopot.

szeptember 29.
- Maximálják a létszükségleti cikkek árát és a béreket.

október 2.
- Lyonban két hónap ostrom után leverik az ellenforradalmárokat.
- A Konvent elrendeli, hogy René Descartes földi maradványait a Panthéonba vigyék át.

október 5.
- A forradalmi naptár bevezetése. Az első év szeptember 22-én, a Köztársaság kikiáltásával kezdődik.
 Fabre d’Églantine jelentős mértékben járult hozzá a naptár kidolgozásához.

október 8.
- Feloszlatják a Francia Kelet-indiai Társaságot.

október 10.
- „Forradalmi jellegű kormány”. A Konvent Saint-Just beszámolójára alapozva kinyilatkoztatja,
 hogy a kormány a békekötésig „forradalmi jellegű”.

október 11.
- Danton elhagyja Párizst, Arcis-sur-Aube-ba vonul vissza.

október 12.
- Fabre d’Églantine felszólal a „külföldi összeesküvés” ellen.

október 14.
- Elkezdődik Mária Antónia, Capet Lajos özvegyének a pere.

október 16.
- Mária Antóniát kivégzik Párizsban.
- A franciák győzelmet aratnak az osztrákok felett Wattignies-nél.

október 17.
- A vendée-i felkelés bukása.

október 20.
- Betiltják Claire Lacombe „Forradalmár Republikánus Asszonyok Társaságát”
 és a női klubokat.

október 21.
- A Konvent állami elemi iskolák megnyitásáról dönt.

október 24.
- Elkezdődik 22 girondista képviselő zárt ajtók mögött folytatott pere.

október 31.
- A Közjóléti Bizottság a 21 vezetőt kivégezteti (Egyikük öngyilkos lett a kivégzés előtt.)

november 3.
- Olympe de Gouges-t kivégzik.

november 5.
- Polgári ünnepeket vezetnek be.

november 6.
- Kivégzik II. Lajos Fülöp Józsefet Orléans hercegét.

november 10.

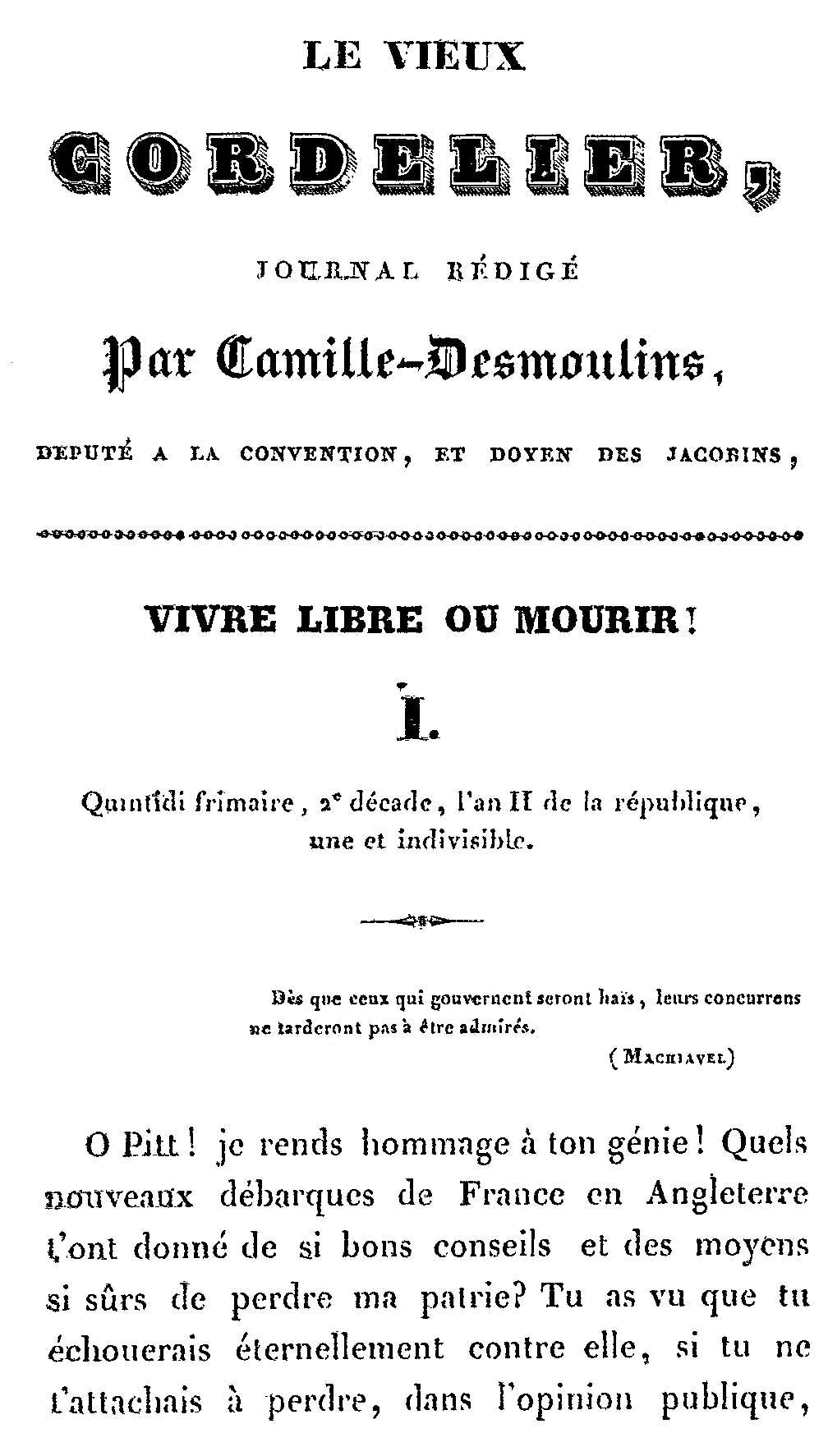
Le Vieux Cordelier decemberi száma

- A Konvent megtiltja, hogy előzetes meghallgatás nélkül idézzenek képviselőket a Forradalmi Bíróság elé.
- A párizsi Notre-Dame-székesegyházban nagyszabású ünnepség keretében szimbolikusan trónra ültetik az Ész Úrnőjét, bevezetve ezzel az ész kultuszát (Culte de la Raison).

november 11.
- Kivégzik Jean Sylvain Baillyt, Párizs volt polgármesterét, aki parancsot adott
 a Mars-mezei sortűzre 1791. július 17-én.

november 15.
- Houchard tábornok elítélése és lefejezése.

november 17.
- Nantesban 90 papot végeznek ki vízbe fojtás által.

november 22.
- A Párizsba visszatért Danton felszólal a vallásüldözés ellen.

november 24.
- A párizsi templomokat bezárják.

november 29.
- Kivégzik Antoine Barnave-ot és Marguerite-Louis-François Duport-Dutertre-t.

december 4.
- Megalakul a Forradalmi Kormány. Létrejön a háború időtartamára a centralizáció. Kormányzati intézményeket megszervezik és megerősítik.

december 5.
- Camille Desmoulins elindítja a Le Vieux Cordelier újságot.

december 6.
- A Konvent ünnepélyes dekrétumban jelenti ki a vallásszabadság elvét.

december 17.
- A királypárti hadsereg hadifoglyait vízbe fojtással végzik ki.

december 19.
- Jacques François Dugommier és Bonaparte Napóleon vezetésével felszabadul Toulon.

## 1794
január 12–13.

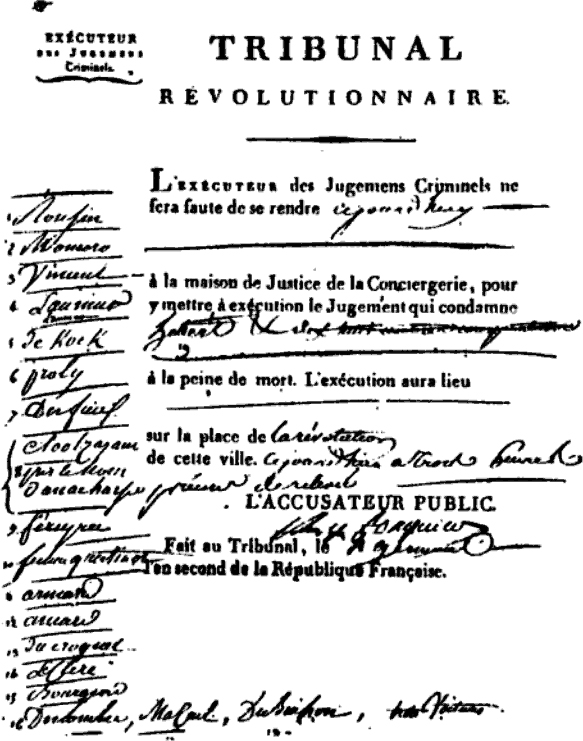
A Forradalmi Bíróság kivégzési parancsa a hébertisták ellen (a közvádló Fouquier-Tinville aláírásával)

- Letartóztatják Fabre d’Églantine-t.

január 21.
- Megtorló hadjárat kezdődik a vendée-i felkelők ellen. Louis-Marie Turreau tábornok csapatai május 17-ig tízezreket ölnek meg, nőket, gyermekeket, idős embereket válogatás nélkül.

január 31.
- A Cordeliers klub tagjai tiltakozásuk jeléül fátyollal borítják le az Emberi és polgári jogok nyilatkozatát.

február 2.
- Danton békülést és megbocsátást kér a Konventtől.

február 4:
- A francia gyarmatokon is eltörlik a rabszolgaság intézményét.

február 10.
- Halálra ítélik Jacques Roux-t, a Veszettek vezetőjét, a börtönben öngyilkosságot követ el.

február 19.
- Saint-Just lesz a Konvent elnöke.

február 26.
- A Konvent elkobozza a köztársaság ellenségeinek vagyonát.

március 5.
- Saint-Just javasolja, hogy az elkobzott javakat adományozzák a rászoruló hazafiaknak.

március 7.

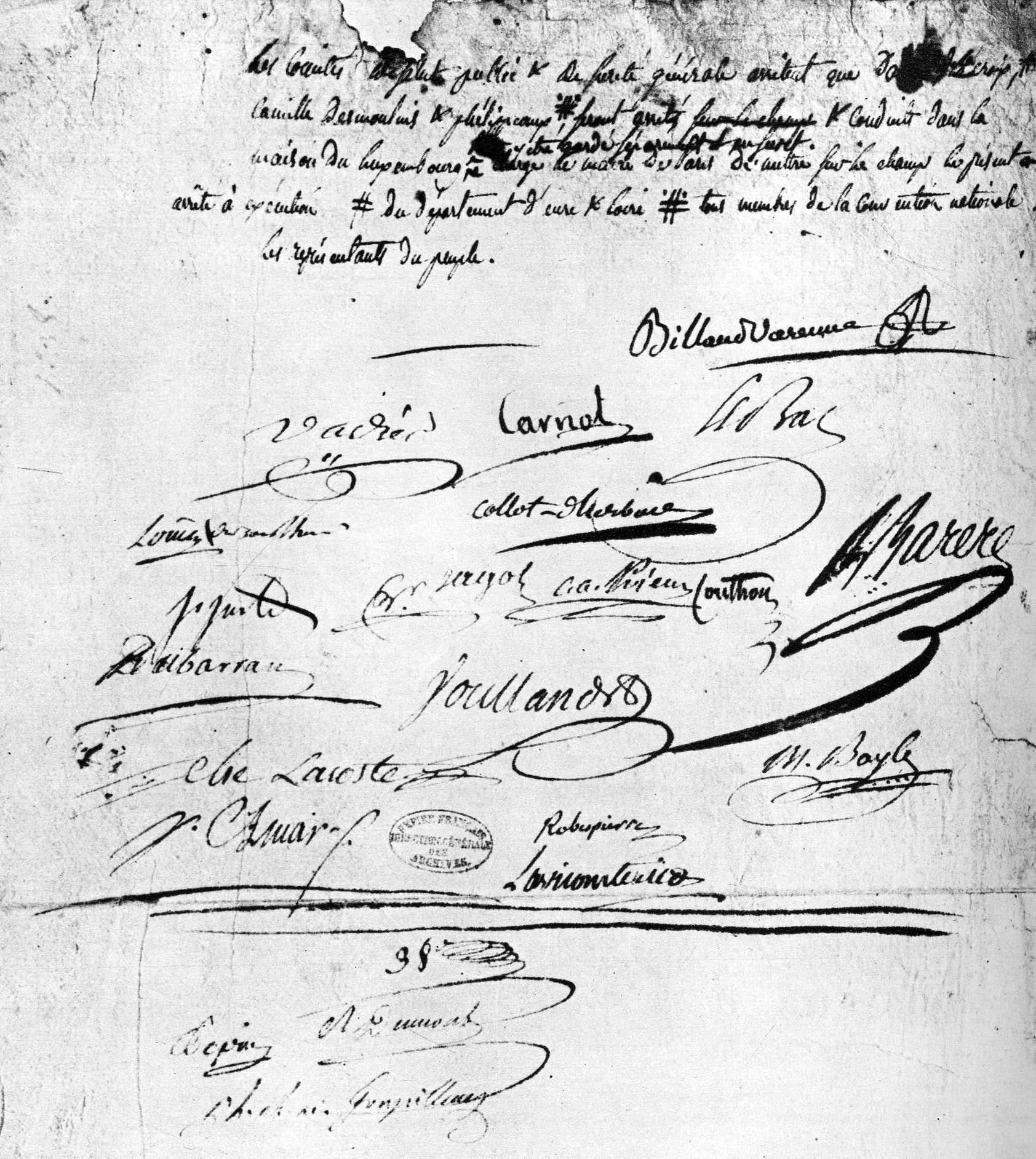
Danton és társai ellen kiállított letartóztatási parancs

- Collot d’Herbois békíteni próbálja a jakobinusokat és a cordeliers-ket.
- Letartóztatják André Chénier költőt.

március 10.
- A Théâtre-Français-t „Népszínházzá” alakítják. Főleg a forradalmat támogató, aktuális darabokat adnak elő.

március 13–14.
- Letartóztatják a hébertistákat, a Cordeliers klub túlzó vezetőit (Hébert, Momoro, Vincent, Carrier, Ronsin).

március 14.
- Házkutatás a Vieux Cordeliers nyomdájában.

március 15.
- Letartóztatják Marie-Jean Hérault de Séchelles-t.

március 17.
- Bezárják a Viex Cordeliers nyomdáját.

március 24.
- Kivégzik az hébertistákat.

március 27.
- A Konvent elrendeli a forradalmi hadsereg feloszlatását.

március 29.
- Nicolas de Condorcet két nappal letartóztatása után meghal a börtönben (mérget vett be, vagy megmérgezték)

március 30.
- A Közjóléti Bizottság elrendeli a dantonisták, a Cordeliers klub Elnézőek frakciójához tartozók letartóztatását (Danton, 
Fabre d’Églantine, Chabot, Hérault de Séchelles, Basire, Delaunay, Desmoulins, Philippeaux, Espagnac abbé, 
Frey, Guzmán, Delacroix).

április 1.

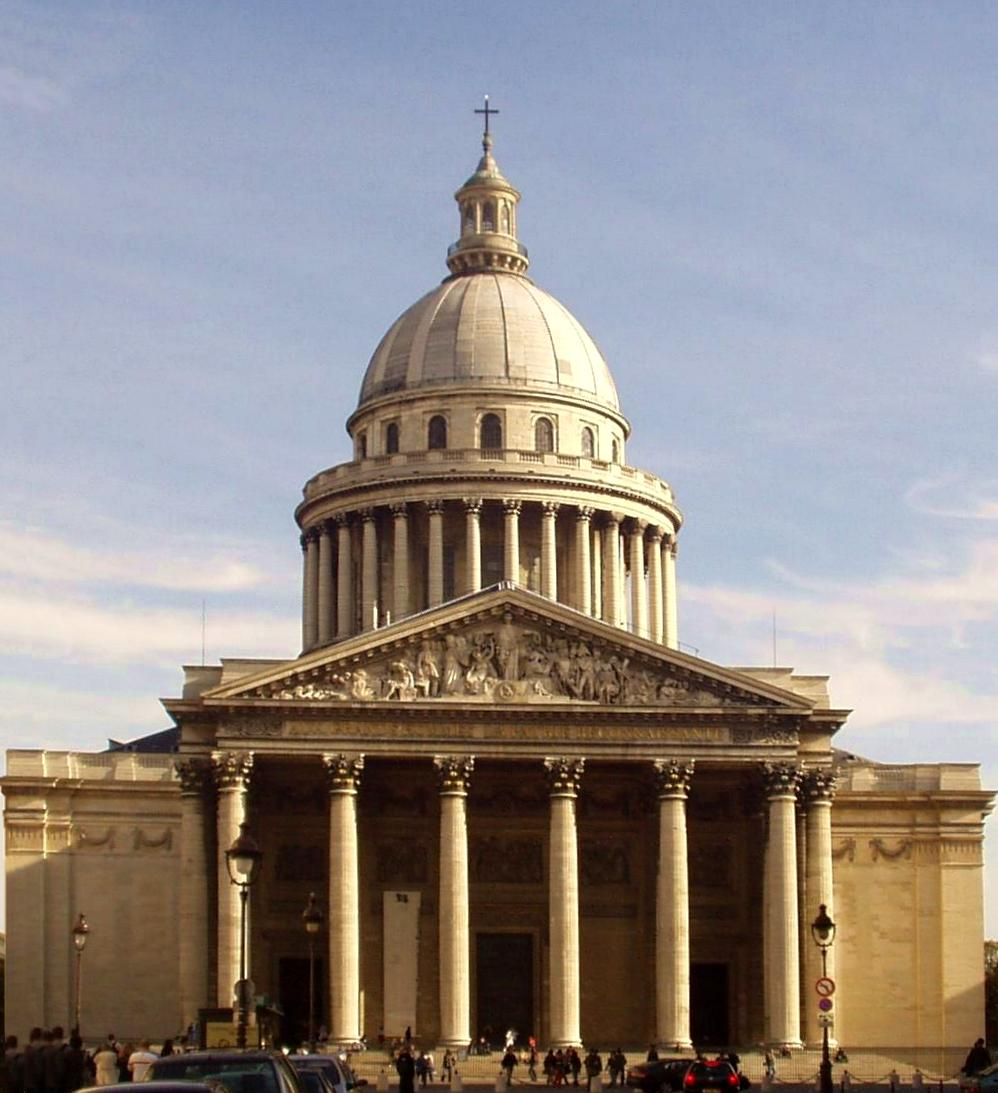
A párizsi Panthéon

- A Konvent tizenkét bizottság létrehozásáról dönt.

április 2.
- Letartóztatják Claire Lacombe et Pauline Léon feministákat.

április 5.
- Kivégzik Dantont és társait.

április 10.
- Megkezdődik a Luxembourg-összeesküvés pere. A börtönné alakított Luxembourg-palotában állítólag összeesküvést szőttek a köztársaság bebörtönzött ellenségei.

április 13.
- A Luxembourg-perben elítélik, majd kivégzik Camille Desmoulins özvegyét, Lucille Desmoulins-t.

április 14.

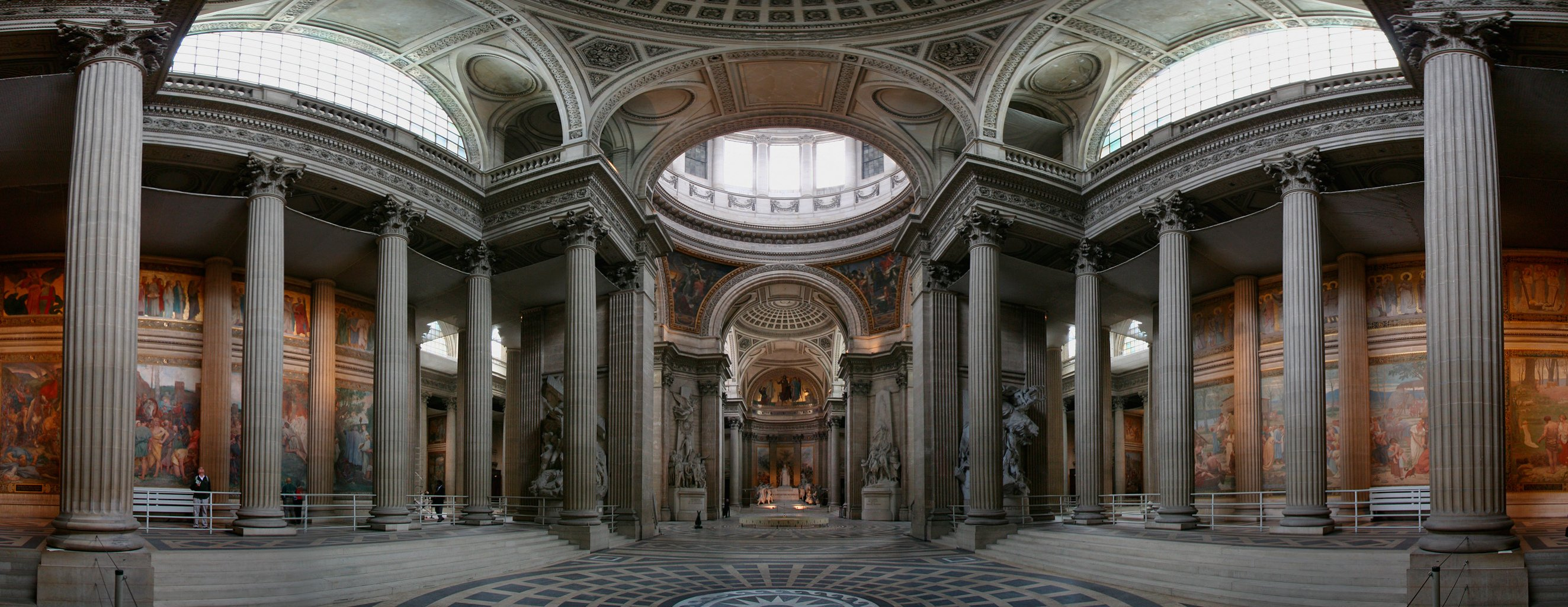
A Panthéon belülről

- A Konvent elhatározza, hogy Jean-Jacques Rousseau hamvait a Panthéonban helyezik el.

május 5.
- Carnot a Konvent elnöke lesz.

május 7.
- Robespierre beszédet tart a Legfőbb Lényről (Être suprême).
- A Konvent dekrétumban ismeri el a Legfőbb Lény létezését és a lélek halhatatlanságát.

május 8.
- Kivégzik Antoine Lavoisier-t és 27 adóbérlőt.

május 10.
- Kivégzik Erzsébet Filippina Mária francia királyi hercegnőt, XVI. Lajos legfiatalabb húgát.

június 4.
- Ismét Robespierre-t választják a Konvent elnökévé.

június 8.

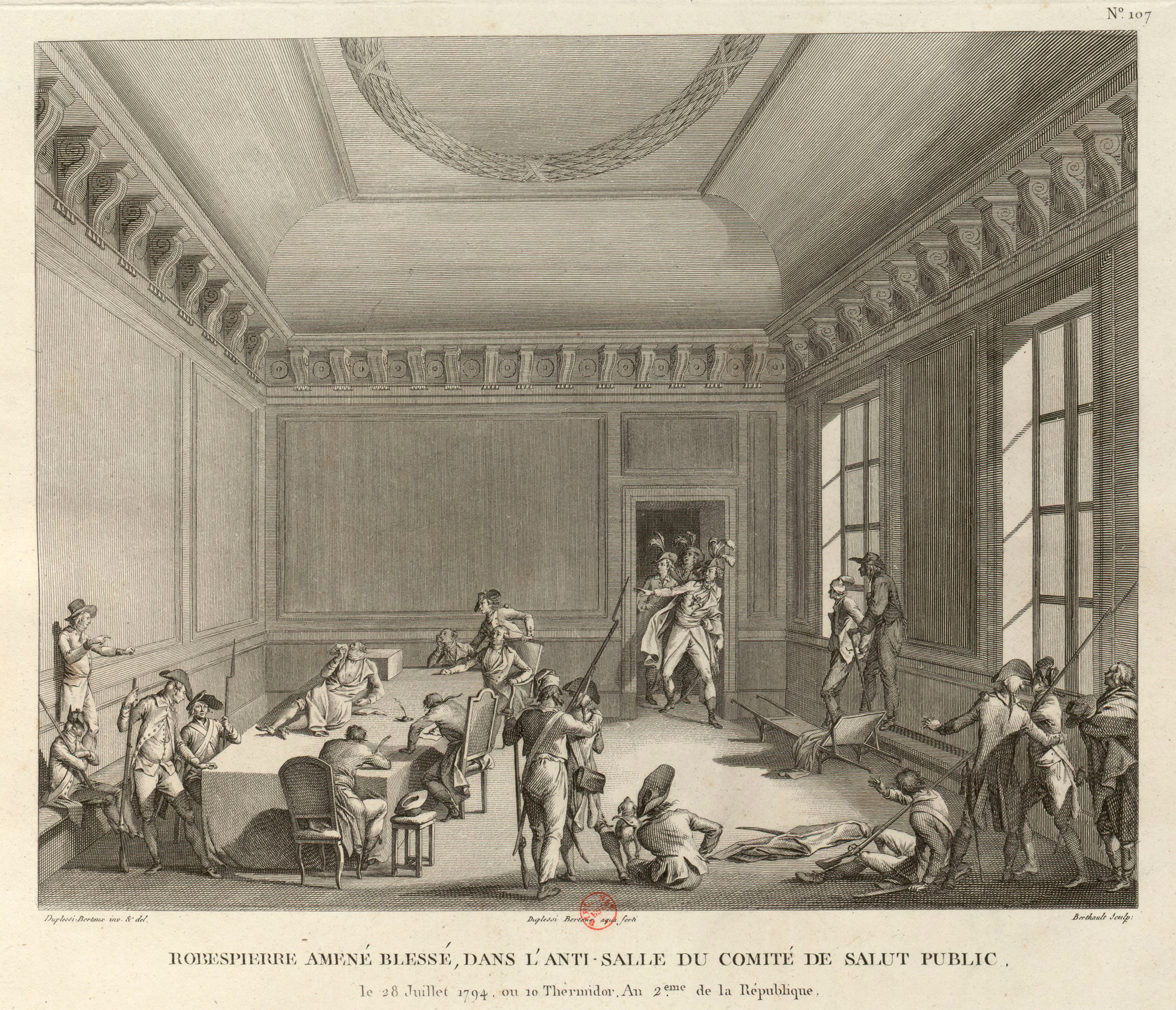
A Városháza bevételénél megsebesült Robespierre a Közjóléti Bizottság előszobájában

- A Legfőbb Lény és a természet ünnepének bevezetése. Robespierre, aki nem ateista, új vallást
 kíván teremteni, ami az állam és erkölcs alapja lenne. Az új vallásgyakorlás bevezetése nagy ellenállásba ütközik.

június 10.
- A Prairiali törvény, melyet Robespierre vitt keresztül, megfosztja a vádlottakat a védekezés és fellebbezés jogától.
 Ezután hat hét alatt 1285 halásos ítélet születik.

június 11.
- A Közjóléti Bizottságban heves szócsata folyik Robespierre, Billaud-Varenne és Carnot között.

június 12.
- Robespierre néhány hétre elhagyja a Konventet.

június 26.
- Hadi siker Fleurusnél.

július 1.
- Robespierre a Jakobinus klubban egy ellene irányuló összeesküvésről beszél.

július 23. 
- Robespierre 4 hét szünet után visszatér a Közjóléti Bizottságba.

július 26.
- Robespierre visszatér a Konventbe, felszólalásában megfenyegeti a képviselőket.

július 27.
- Robespierre-t hevesen támadják minden oldalról a Konventben, összeszorult torokkal hallgat. Antoine Marie Charles Garnier rákiált: Danton vére fojtogat. Majd hirtelen egyik képviselő letartóztatási parancsot kér ellene, amit kézfeltartással megszavaznak.
- Letartóztatják Saint-Justöt, és Couthont. Hanriot tábornok, aki ellen szintén kiadják a letartóztatási parancsot, kiszabadítja Robespierre-t, Saint-Justöt és Couthont, majd valamennyien a Városházára menekülnek és felkelést szerveznek.
- Robespierre-ék eltávolítása után kezdődik a Thermidori Konvent (1795. október 26-ig). Kiéleződik a harc a radikális hegypártiak (Barère, Billaud-Varenne, Collot d’Herbois, Vadier) és a mérsékelt dantonista hegypártiak (Tallien, Fréron), valamint a Mocsár képviselői Sieyès, Cambacérès, Daunou, Boissy d’Anglas) között.

július 28.

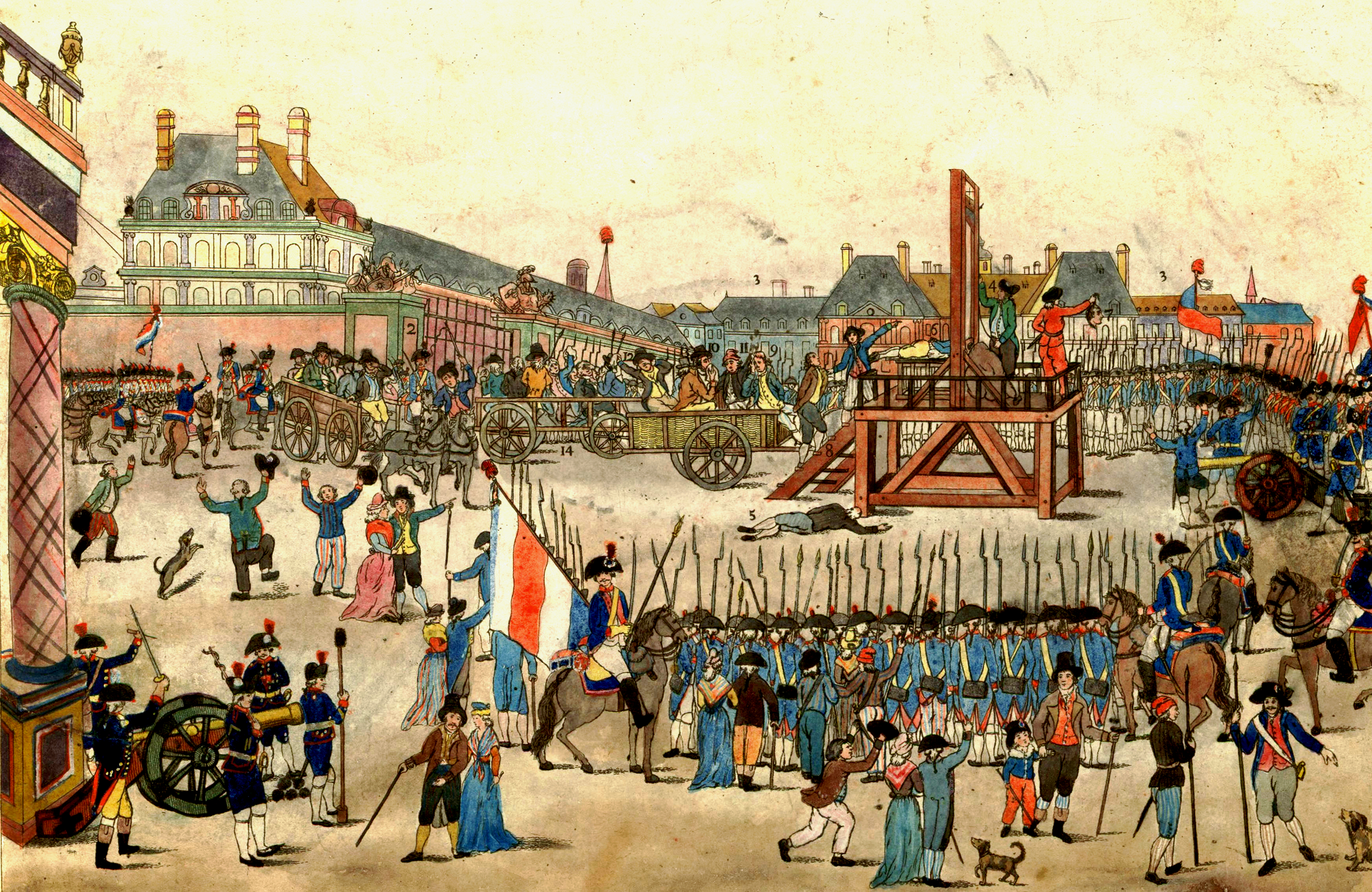
Robespierre és társainak kivégzése

- Barras, Párizs fegyveres csapatainak parancsnoka beveszi a Városházát.
- Ítélet nélkül kivégzik Robespierre-t, Saint-Just-öt és barátaikat.

augusztus 1.
- A Konvent vád alá helyezi Fouquier-Tinville-t.

augusztus 5.
- A börtönökből kiszabadulnak azok a személyek, akikre a gyanúsak elleni törvény nem vonatkozik.

augusztus 9.
- Nizzában letartóztatják Bonaparte Napóleont azzal a váddal, hogy szimpatizál a hegypártiakkal.

augusztus 10.
- Enyhítik a Forradalmi Bíróság szigorát.

augusztus 20.
- Bonaparte Napóleon visszanyeri szabadságát.

augusztus 24.
- A Konvent megszünteti a Közjóléti Bizottság felsőbbségét.

szeptember 21.
- Marat hamvait átviszik a Panthéonba.

szeptember 28.
- Szentpéterváron franciaellenes szövetséget köt Anglia, Oroszország és Ausztria.

október 16.
- A Konvent megtiltja a klubok egymáshoz csatlakozását. Ez a rendelet a már népszerűtlen jakobinus klubokra mért végső csapást.

november 12.
- A Konvent jóváhagyásával a kormánybizottságok bezárják a Jakobinus klubot.

november 26.
- A Konvent feloldja az importtilalmat.

december 2.
- Amnesztiát kapnak a fegyvert letevő lázadók.

december 8.
- A girondista képviselők visszatérhetnek a Konventbe.

december 24.
- A gabonaforgalom felszabadítása. A maximált árak megszüntetése hihetetlen válságot szabadít el.

## 1795
január 7.

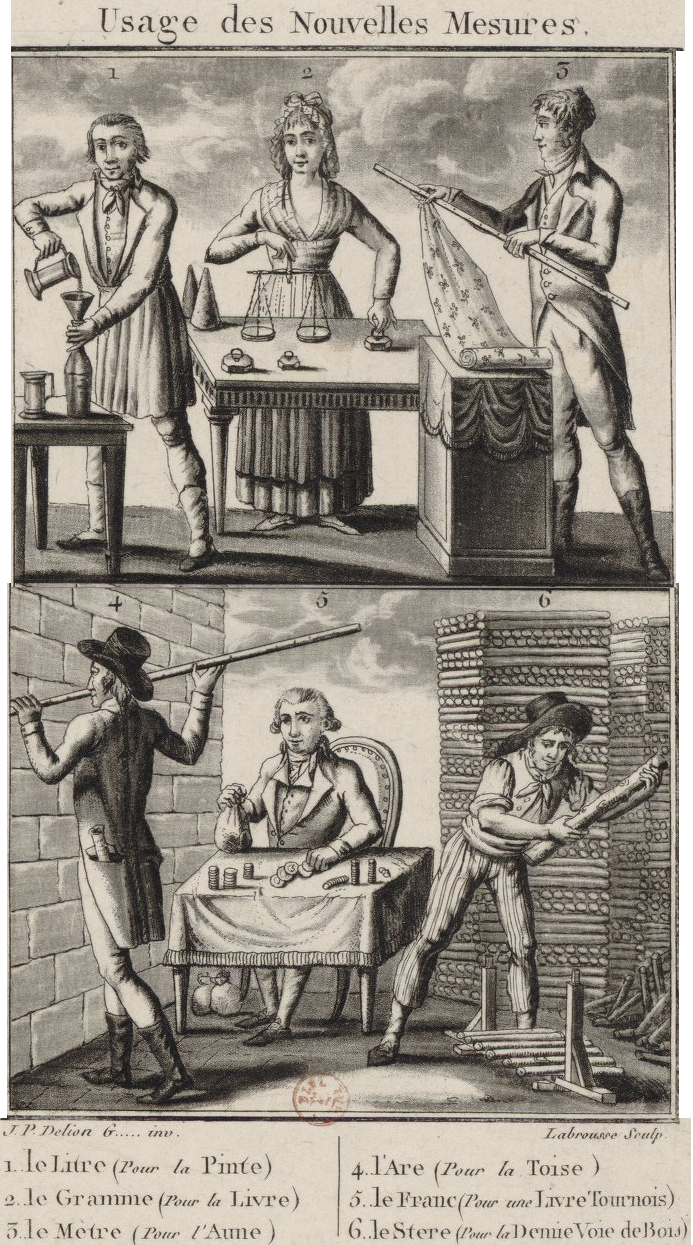
Új mértékegységek

- Amnesztiát kapnak mindazok, akik 1793. május 31. után hagyták el az országot, azzal a feltétellel, hogy vagy földműves vagy kézműves (manuális) munkát vállalnak. Visszakaphatják el nem adott javaikat, az eladottakért kárpótlást kaphatnak.

január 19.
- A francia csapatok bevonulnak Amszterdamba.
- Kikiáltják a Batáviai Köztársaságot.

február 21.
- A közvélemény nyomására a Konvent visszaállítja a vallásszabadságot.

március 2.
- Letartóztatják és vád alá helyezik Barère-t, Billaud-Varenne-t, Collot d’Herbois-t és Vadier-t.

március 5.
- Sieyès tagja lesz a Közjóléti Bizottságnak.

március 8.
- A Konvent visszahívja az 1793-ban kizárt girondista képviselőket.

március 12.
- Felkelésre lázító plakátok jelennek meg Párizsban.

március 17.
- A nép tiltakozó lázadása Párizsban.

március 21.
- A nép behatol a Konventbe, kenyeret követel és azt, hogy vezessék be az 1793-as alkotmány.

április 1.
- Sans-culotte-ok újra bevonulnak a Konventbe és kenyeret követelnek.
- A Párizsban ostromállapotot vezetnek be.
- Barère-t, Billaud-Varenne-t, Collot d’Herbois-t, Vadier-t Guyanába száműzik.

április 2.
- Pichegru leveri a lázadást Saint-Antoine-ban is.

április 5.

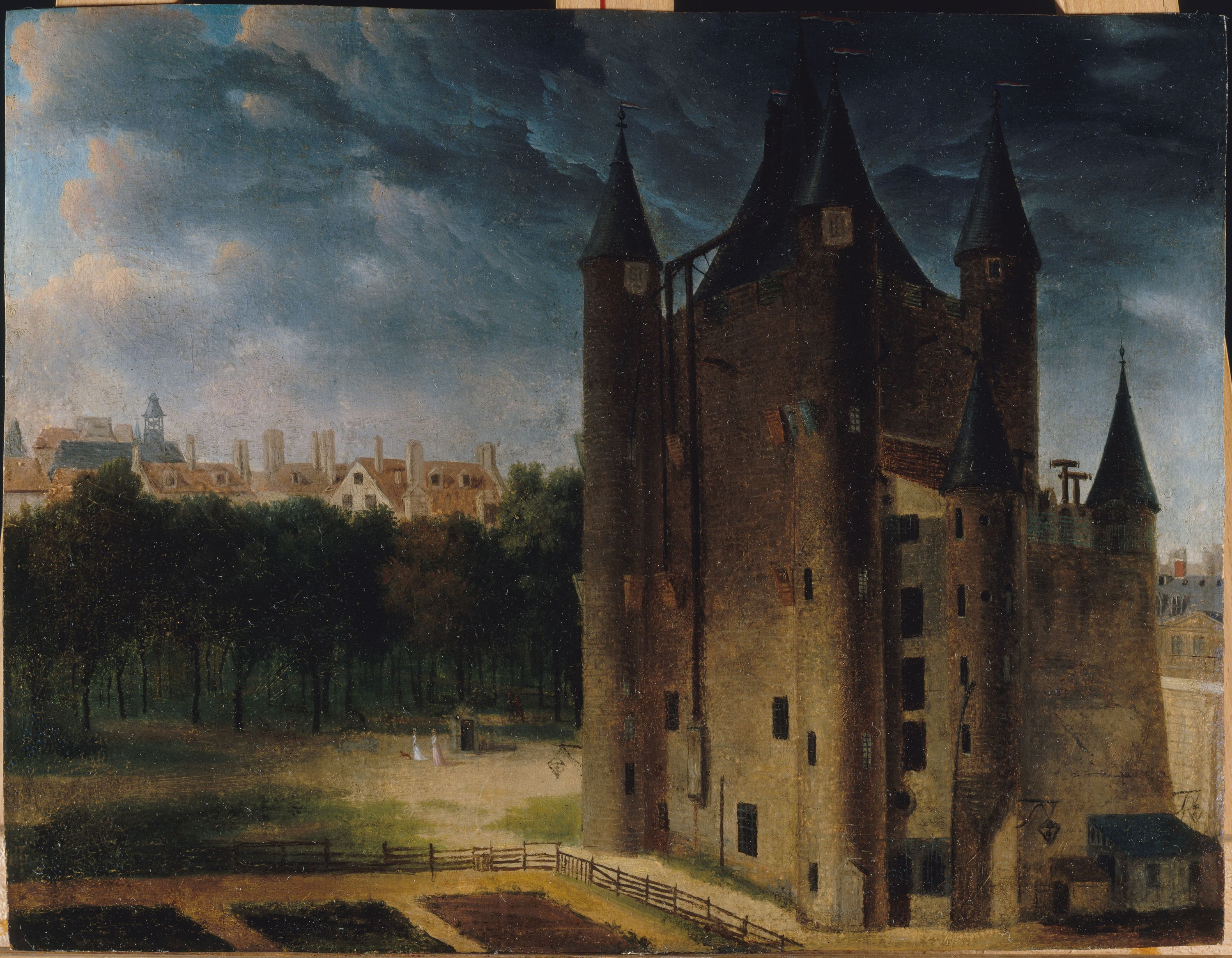
A Temple toronybörtöne

- A bázeli béke. Porosz Királyság átengedi a Rajna bal partját Franciaországnak. Az észak-német államok 1806-ig semlegesek maradnak Franciaországgal szemben.

április 7.
- A Konvent a métert fogadja el hosszmérték alapegységének.

május 9.
- A Konvent felszólítja a volt föderalistákat és royalistákat, hogy jelentsék fel a volt terroristákat.

május 16.
- A franciák átszervezik a Batáviai Köztársaságot és Franciaország csatlósává teszik. A francia gyámság 1806. június 5-ig tart.

május 21.
- A Saint-Antoine negyed plebejus, felkelő tömege elfoglalja a Konvent épületét. Az ülésteremben egy megbízott felolvassa a sans-culotte-ok követelését, kenyeret és alkormányt, majd visszavonulnak. Ez a lázadás is kudarcot vall, a Konvent lefegyverezteti a veszélyes külvárosokat.

május 22.
- A Saint-Antoine negyedben a felkelést leverik.

május 23.
- Létrejön a Katonai Bizottság, a megtorlás eszköze.

május 24.

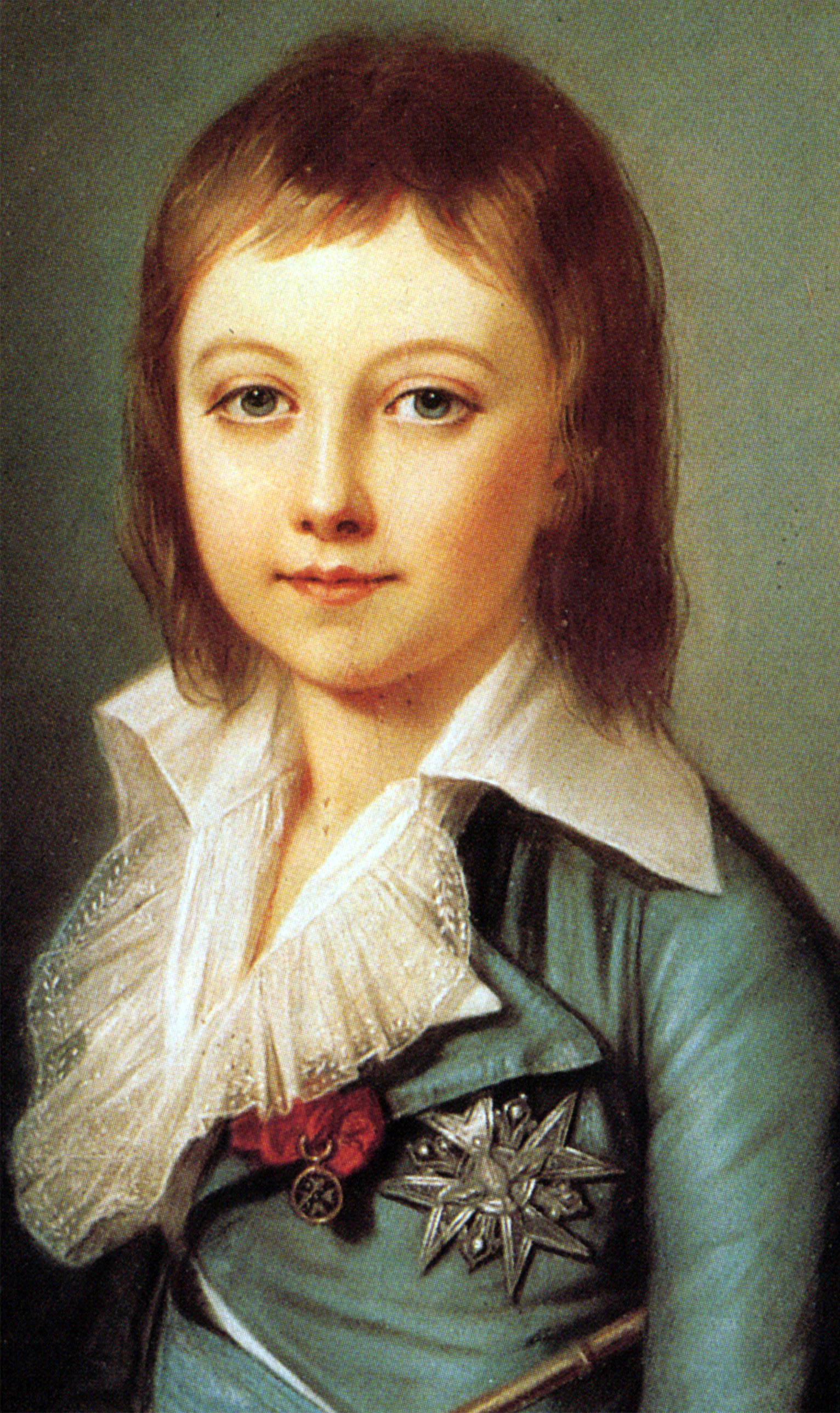
XVII. Lajos

- A Konvent utasítja a Katonai Bizottságot, hogy fegyverezze le és tartóztassa le a legaktívabb sans-culotte-okat.

május 28.
- A Konvent elrendeli – Carnot, Prieur de la Côte-d’Or és Jean-Antoine Louis kivételével – a Közjóléti Bizottság azon tagjainak letartóztatását, akiknek részük volt a Terrorban.

május 31.
- A Konvent megszünteti a Forradalmi Törvényszéket.

június 8.
- A kivégzett XVI. Lajos fia, XVII. Lajos a Temple börtönében meghal.

június 24.
- Provence grófja felveszi a XVIII. Lajos nevet. Megígéri a rendek és a régi parlamentek visszaállítását, az egyház kiváltságait, a királygyilkosok megbüntetését.

június 27.
- Francia emigránsok, angol egyenruhában partra szállnak. Két hadosztály lép partra a Bretagne déli részén, Quiberon félszigetén.

július 20–21.
- A köztársasági csapatok megadásra kényszerítik a partra szálló emigránsokat.

július 22.
- A bázeli francia–spanyol szerződés. A franciák kiürítették az addig elfoglalt spanyol területeket, cserébe megkapták az Antillákon, Santo Domingo spanyol részét.

augusztus 22.
- A Konvent megszavazza az új polgári alkotmányt.

szeptember 23.
- A Konvent kihirdeti az új polgári alkotmányt. A törvényhozást az Ötszázak Tanácsa és a Vének Tanácsa gyakorolja. A végrehajtó hatalom élére ők választanak egy öttagú direktóriumot. Megszűnik az általános választójog. Csak 21 évnél idősebb francia állampolgár választhat, ha közvetlen adót fizet vagy részt vett egy hadjáratban.

október 5.
- Bonaparte Napóleon tábornok leveri a royalista lázadást. Barras, a Nemzeti Konvent elnöke hívja vissza a korábban elbocsátott tábornokot Párizsba a puccs leverésére.

október 26.
- A Konvent feloszlik. Általános amnesztiát hirdetnek.

október 31.
- Megalakul az első direktórium. Tagjai: Reubell, Barras, La Révellière-Lépeaux, Le Tourner, Carnot, akit a visszalépő Sieyès helyett választottak meg.

november 16.
- Gracchus Babeuf vezetésével megnyílik a baloldali „Panthéon Klub”, hivatalos nevén A Köztársaság Barátainak Gyülekezete. Közel ezer tagot számlál, volt Konvent-tagok, jakobinusok, egyéb baloldaliak.

november 30.
- Megjelenik Babeuf Plebejusok kiáltványa (Manifeste des plébéiens).

december 5.
- Letartóztatási parancsot adnak ki Babeuf ellen, aki illegalitásba vonul.

december 19.
- Mária Terézia Sarolta, XVI. Lajos legidősebb lánya kiszabadul a börtönből.

december 25.
- Huningue-nél fogolycsere keretében átadják Ferenc császár megbízottainak.

## 1796
január:
- Stofflet ellenforradalmi csapatai ismét fegyvert fognak a royalista ügynökök agitálására.

január 9.
- Párizsban újra megnyílik a Tőzsde.

február 19.
- Bevonják az assignat-t, nyilvánosan megsemmisítik a pénznyomó kliséket és a tartalék papírpénzt.

február 25.
- A lázadó Stofflet-t Angers-ban agyonlövik.

február 27.
- A Panthéon klub bezárása.

március 2.
- Bonaparte tábornok kinevezése. A royalista puccs leverése jutalmául a tábornokot kinevezik az itáliai hadsereg főparancsnokává.

március 18.
- Pénzhelyettesítő utalvány váltja fel az assignat-t.

március 29.
- Nantes-ban agyonlövik a lázadó Charette-et.

március 30.
- A betiltott Panthéon Klub helyett megalakul a Felkelők Bizottsága Gracchus Babeuf körül.

április 10.
- A itáliai hadsereg átkel az Alpokon.

április 12.
- Győztes ütközet Montenotténál. A franciák elvágják az osztrákokat Piemonttól.

április 13.
- Győzelem a millesimói csatában.

április 15.
- A franciák legyőzik az osztrákokat a degói csatában.

április 16.
- Törvény biztosítja a sajtószabadságot.

április 21.
- Francia győzelem a mondovì csatában.

április 28.
- Fegyverszünet a Szárd–Piemonti Királysággal. Az itáliai erők főparancsnoka, Bonaparte Napóleon több győztes ütközet után békét köt Piemonttal.

május 10.
- Az Egyenlők összeesküvése megbukik. Babeuf-öt letartóztatják. (A Babeuf által vezetett összeesküvés célja a direktórium megbuktatása, az 1793-as jakobinus alkotmány visszaállítása és egy kommunisztikus társadalom megvalósítása diktatúra útján.)
- Francia győzelem a lodi csatában.

május 14.
- Milánó elfoglalása.

május 15.
- Piemont és Franciaország aláírja a békét. Az okmány szerint Franciaországhoz kerül Savoyai Hercegség és Nizza.
- Modena hercege aláírja a fegyverszünetet.

május 31.
- Jourdan seregével átkel a Rajnán.

június 23.
- Napólen és a Szentszék képviselője aláírja a fegyverszünetet Bolognában.

augusztus 3.
- Francia győzelem Lonatónál.

augusztus 5.
- Francia győzelem a castiglionei csatában.

augusztus 7.
- A Württembergi Hercegség kilép a háborúból. Frigyes Jenő Henrik württembergi herceg lemond a Rajna bal partján levő birtokairól.

augusztus 11.
- Francia győzelem a neresheimi csatában.

szeptember 8.
- Napóleon serege győzelmet arat az osztrákok felett Bassanónál.

szeptember 9–10.
- A grenelle-i katonai tábor megkísérli a hadsereg fellázítását. A dragonyosok lefegyverzik őket.

október 9.
- Tilalom az angol eredetű árukra.

október 31.
- A törvény szerint el kell fogni minden olyan hajót, amely tiltott angol árut szállít.

november 6.
- Törvény hatalmazza fel a direktóriumot, hogy a nemzeti javakat fizető eszközként használja fel.

november 17.
- A franciák visszaszorítják az osztrákokat az arcolei csatában.

november 15.
- Napóleon kikiáltja a Transzpadániai Köztársaságot.

november 28.
- Törvény a pénzérme kibocsátásáról.

december
- Franciaország nem fogadja el James Monroe amerikai nagykövet akkreditációs levelét.

december 17.
- Hoche írországi hadjáratra indul.

december 27.
- Kikiáltják a Ciszpadániai Köztársaságot.

## 1797
január 14.
- Döntő győzelem az osztrákok felett a rivoli csatában.

február 2.
- Mantova megadja magát.

február 4.
- A pénzhelyettesítő utalványokat kivonják, fémpénz kerül forgalomba.

február 19.
- Bonaparte Napóleon a tolentinói szerződés aláírására kényszeríti VI. Piusz pápát. Franciaországhoz kerül Romagna tartomány, Bologna és Ferrara.

március 16.
- A franciák megverik az osztrák Károly főherceg csapatait és átkelnek a tarvisi hágón.

április 7.
- Fegyverszünet Ausztriával.

április 18.
- Hoche győz Németországban a neuwiedi csatában.
- Bonaparte Leobenben fegyverszünetet köt az osztrákokkal.

május 1.
- Napóleon hadat üzen a Velencei Köztársaságnak.

május 15.
- A francia csapatok bevonulnak Velencébe.

május 27.
- Babeuf és Darthé kivégzése. Május 26-án a tárgyalás folyamán öngyilkosságot kísérelnek meg, sikertelenül. Súlyos állapotban viszik őket a vérpadra.

június 6.
- Létrehozzák a Liguriai Köztársaságot.

július 1.
- Hoche tábornok 10 000 fős serege Párizsba vonul.

július 9.
- Az eddigi Ciszpadániai és Transzpadániai Köztársaságot Bonaparte Ciszalpin Köztársaság néven egyesíti Milánó fővárossal. Franciaország gyámsága alá helyezik, mint „nővérköztársaságot” (république soeur).

augusztus 24.
- Az ellenálló papokat sújtó törvényt eltörlik.

szeptember 4.
- Államcsíny (fructidor 18). Az állandósult válság és az árak emelkedése miatt a kormányzat népszerűtlen. Előtérbe kerülnek ismét a royalisták és a jakobinusok. Ezért a direktórium három republikánus tagja, La Révellière-Lépeaux, Reubell és Barras, Bonaparte és a hadsereg támogatásával, diktatórikus kormányzást vezet be.

szeptember 5.
- Eskü a királyság gyűlöletére. Deportálható volt az, aki felszólításra sem tette le az esküt.

szeptember 8.
- Törvény teszi lehetővé, hogy a rendőrség lefoglalhasson újságokat, deportálhasson írókat, szerkesztőket. 42 újságot betiltanak.

október:
- Genova és Nápoly elfoglalása.

október 17.
- A Campo Formió-i béke. Az első koalíciós háború lezárása Franciaország és Ausztria között. Ausztria megkapja Velencét, Isztriát, Dalmáciát, Salzburgot és Bajorország déli részét, Lombardiáért és Belgiumért cserébe. Ezután már csak Anglia harcolt Franciaországgal.

október 26.
- A direktórium külön hadsereget szervez Anglia ellen Bonaparte vezetésével.

november 12.
- Egyenes adók hivatala. Minden megyében fel kellett állítani a közvetlenül a pénzügyminiszter alá tartozó hivatalokat, amelyben a direktórium tagjai foglaltak helyet.

november 29.
- Törvény fosztja meg a nemességet az állampolgárságtól. A végrehajtási utasítás sosem született meg.

december 9.
- A rastatti békekonferencia kezdete. Franciaország és a Német-római Birodalom tárgyalása az első koalíciós háború németországi következményeiről. A Rajna bal partja a franciákhoz kerül.

## 1798
január 18.
- Halálbüntetés minden olyan merényletért, amelyben kettőnél többen vesznek részt, kalózháború. Törvény szerint: zsákmány minden semleges hajó, ha angol vizeken jár vagy angol árut szállít. Teljes erővel elindult a kalózháború.

január 26.
- Katonai akció indul Svájc ellen.

január 28.
- Mulhouse-t Franciaországhoz csatolják.

február 9.
- A francia csapatok elfoglalják Svájcot.

február 11.
- Louis-Alexandre Berthier tábornok csapatai elfoglalják Rómát és VI. Piusz pápát Franciaországba hurcolják.

február 15.
- Francia gyámság mellett megalakul a Római Köztársaság. A franciák az elfoglalt Egyházi Állam helyett alakítják meg. VI. Piusz pápa nem hajlandó engedelmeskedni, ezért Firenze mellett egy kolostorban fogva tartják.

február 23.
- Bonaparte tervezete az egyiptomi hadjáratról a direktórium előtt.

március 5.
- A direktórium jóváhagyja Bonaparte elképzelését az egyiptomi hadjárattal kapcsolatban.

március 29.
- A meghódított Svájcot Helvét Köztársaság néven a franciák átszervezik.

április 26.
- A Genfi Köztársaságot és kantont Franciaországhoz csatolják.

május 4.
- Napóleon elhagyja Párizst.

május 11.
- A direktórium floréal 22-i államcsínye az áprilisban megválasztott jakobinus képviselők ellen.

május 19.
- Napóleon parancsnoksága alatt a francia flotta elindul Toulonból Egyiptom felé. A hadjárat célja: Nagy-Britannia földközi-tengeri pozíciójának gyengítése.

június 12–13.
- Málta elfoglalása. Kardcsapás nélkül adja meg magát a Johannita lovagrend állama. A szigetország 1800-ig francia fennhatóság alatt áll.

július 1–2.
- A francia flotta Alexandria elé érkezik, a város megadja magát.

július 21.
- Csata a piramisoknál. Napóleon legyőzi az oszmán sereget.

július 23.
- A franciák bevonulnak Kairóba.

augusztus 1.
- Abukíri csata. Az angol flotta Horatio Nelson vezetése alatt, Abukírnál megsemmisíti a francia flottát, amely a szárazföldi csapatok hátvédje volt. A franciák rendkívül súlyos helyzetbe kerülnek.

augusztus 23.
- Napóleon elhagyja Egyiptomot.

szeptember 5.
- Jourdan javaslatára törvény írja elő a kötelező katonai szolgálatot.

szeptember 9.
- Az Oszmán Birodalom hadat üzen Franciaországnak.

szeptember 24.
- 200 000 újoncot hívnak be sorkatonai szolgálatra.

október 21.
- Kairóban lázadás kezdődik.

november 24.
- Ajtó-ablak adó. Franciaországban a jövedelem nagyságát a lakás külseje alapján állapítják meg.

december 24.
- A második koalíció Franciaország ellen. Angol kezdeményezésre angol, orosz, osztrák, portugál, török, svéd, nápolyi szövetség jön létre.

## 1799
január 23.
- A Parthenopéi Köztársaság. A franciák Nápolyól és környékéből új szövetséges köztársaságot szerveznek.

március 12.
- A franciák hadat üzennek Ausztriának, mert átengedi területén az orosz cár csapatait. Ezután váltakozó szerencsével folyik a háború amelyben, I. Pál orosz cár hadserege is részt vesz.

március 19.
- Napóleon megkezdi Akko ostromát.

március 25.
- Francia vereség a stockachi csatában.

április 9.
- A vámtarifa felújítása és súlyosbítása. Behozatali vám minden gyártmányra, luxus cikkre és olyan árura amelyet Franciaországban is gyártanak. Kiviteli vám a nyersanyagokra.

április 27.
- Francia vereség a cassanói csatában.

május 17.
- Napóleon kénytelen abbahagyni Akko ostromát.

június 19.
- Francia vereség a trebbiai csatában.

június 28.
- Dekrétum a tömeges katonai behívásokról.

július 5.
- Jean-Baptiste Jourdan tábornokot nevezik ki az itáliai hadsereg élére.

július 25.
- Győzelem Abukírnál a törökök felett. Egyre nyilvánvalóbbá válik a franciák helyzetének kilátástalansága Egyiptomban.

augusztus 1.
- Visszaállítják a sajtószabadságot.

augusztus 15.
- Francia vereség a novi csatában. Joubert tábornok elesik a harctéren.

augusztus 23.
- Napóleon elhagyja Alexandriát.

augusztus 29.
- VI. Piusz pápa meghal Valence-ban, francia fogságban.

szeptember 19.
- Francia győzelem a bergeni csatában.

szeptember 25.
- André Masséna francia tábornok megveri az egyesített osztrák-orosz sereget Zürichnél.

október 6.
- Francia győzelem a castricumi csatában.

október 9.
- Napóleon két fregattal visszatér Franciaországba, seregét Egyiptomban hagyva titokban száll partra Fréjusnél.

október 16.
- Napóleon Párizsba érkezik.

október 17.
- Napóleon megjelenik a direktórium előtt.

október 22.
- A cár visszarendeli csapatait Itáliából és a német területekről.

november 9-10.
- Brumaire 18–19-i államcsíny: Napóleon szétkergeti az Ötszázak Tanácsát. A Vének Tanácsának többsége és az Ötszázak kisebbsége kimondja, hogy a direktórium megszűnt, és helyét három konzul veszi át: Napóleon, Emmanuel-Joseph Sieyès és Roger Ducos. Továbbá egy átmeneti törvényhozó bizottságot és katonai diktatúrát hoznak létre. Ezzel a diktatúrával vége a forradalomnak!

## Utójáték
1799. december 25. Bonaparte az „első” konzul.
A konzulok 10 évre választhatók, a 2. és 3. konzulnak csak tanácskozási joga van.
1802. augusztus 2. Napóleont örökös konzullá választják.
1804. december 2. I. Napóleon császárrá koronázása.